# 阿波罗13号
阿波罗13号（英語：Apollo 13）是阿波罗计划第七次载人任务和第三次登月尝试，火箭1970年4月11日从肯尼迪航天中心起飞，但两天后因服务舱氧气瓶故障被迫中止登月任务。宇航员驾驶飞船绕月旋转，直到4月17日安全返回地球。吉姆·洛弗尔是任务指令长，指令舱和登月舱驾驶员分别是杰克·斯威格特与弗莱德·海斯。原先肯·马丁利本是此次任务的指令舱驾驶员，但因接触病毒而被斯威格特取代。
氧气瓶内的电线绝缘层因温度过高受损并引起爆炸，导致服务舱两罐液氧排入太空。没有发电及人员呼吸所需氧气，服务舱的推进和生命保障系统都无法运作。为保障再入所需资源，三人只能用登月舱充当救生舱，关闭指令舱系统节省能源。登月任务被迫取消，地面任务中心想方设法确保乘组安全返航。
登月舱原本的设计要求是保障两人在月表停留两天所需，经休斯顿任务控制中心指导改善成保障三人生存四天。宇航员面临极其严峻的考验，电力和饮用水不足、舱内又湿又冷。为确保生存，宇航员必须改造指令舱二氧化碳吸收器适应登月舱使用，三人与任务控制中心通力合作找到解决办法。阿波罗13号事故重燃公众对阿波罗计划的关注，数千万观众在电视上观看航天器溅落南太平洋。
调查委员会发现火箭升空前测试的氧气瓶就有缺陷，里面装有。委员会提出众多调整建议，如尽量不在罐内使用可燃材料的提议就在阿波罗14号落实。阿波罗13号的经历多次改编成传媒作品，其中又以1995年的同名电影最出名，根据洛弗尔等人合著的1994年回忆录《与月球失之交臂》改编，另外还有1998年电视短剧《从地球到月球》的分集。

## 背景
1961年，约翰·肯尼迪总统宣布美国要在60年代结束前将宇航员送上月球并安全返回。美国国家航空航天局逐渐朝目标迈进，在水星计划和双子座计划把宇航员送入太空后又启动阿波罗计划。1969年7月20日，阿波罗11号登陆月球。尼尔·阿姆斯特朗和巴兹·奥尔德林在月表行走，迈克尔·科林斯在哥伦比亚号指令舱绕月飞行。1969年7月24日，航天器带着三名宇航员安全返回地球，告慰前总统在天之灵。
航空航天局无法肯定需要多少次任务才能达成目标，先签合同购买15枚土星五号运载火箭:232–233。阿波罗11号使用第六枚火箭，剩下九枚就意味着共计十次登月。公众兴趣在阿波罗11号达到顶峰后迅速回落，国会不断削减航空航天局预算，阿波罗20号任务很快取消。:285登月任务虽然顺利完成，但保险公司认为航天飞行风险极大，要求支付的人寿保险保费金额远超宇航员所能承受。

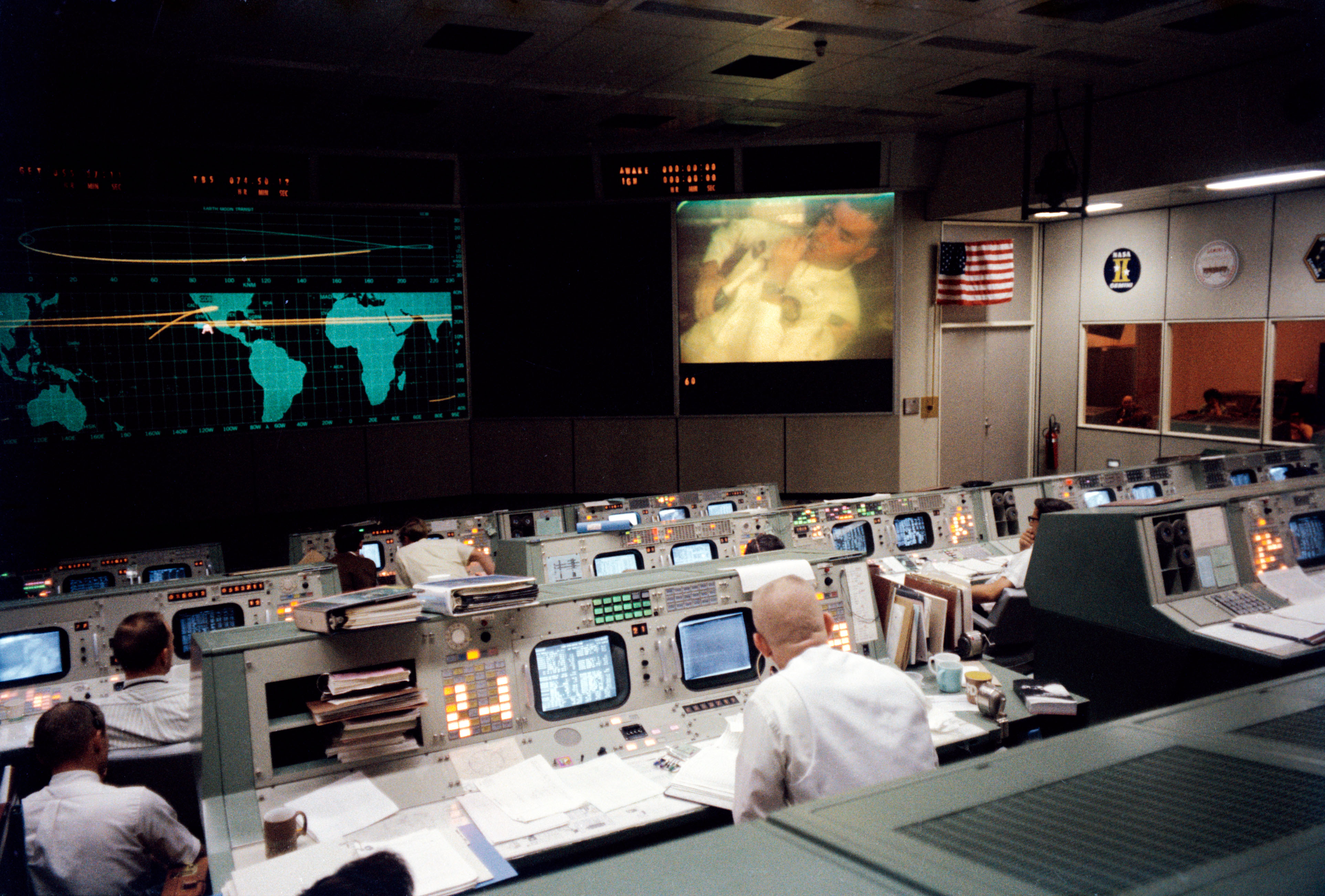
事故发生前不久的任务控制中心，电视直播画面上是宇航员弗莱德·海斯

美国宇航员1961年首度飞入太空，此前科学家就已开始规划监控航天器性能并保持通信的集中设施，其中以克里斯·克拉夫特的构想贡献最大，他还是航空航天局首任飞行指导。1962年2月，约翰·格伦乘坐友谊七号成为首位进入地球轨道的美国宇航员，但任务期间航空航天局高管曾否决卡夫特的某项决定。任务后分析认可他的决定并确立新规则，任务期间飞行指导拥有绝对主控权，航空航天局不能改变他的任何指令。阿波罗计划飞行指导的任务只有一句话：“采取任何必要措施确保乘组安全和任务成功”。
1965年，卡夫特参与设计的休斯顿任务控制中心建成，如今已更名小克里斯托弗·卡夫特任务控制中心。每位飞行操控人员除监控航天器遥测数据外，还用语音回路与控制人员支持大厅（又称“后厅”）的专业人士通信，这些专业人士各自负责航天器不同系统。
阿波罗13号是第二次H任务，这类任务旨在演示精确登月并探索月球特定地点的能力。阿波罗11号已达成肯尼迪的期望，阿波罗12号又证明宇航员能够精确登月，所以阿波罗13号可以重点关注安全登陆，为宇航员提供最低限度的地质学训练，以便他们收集月球样本带回地球。阿波罗13号更加注重科研，特别是地质学领域，这也正与任务座右铭相符：“来自月球的知识”。

## 宇航员与关键任务控制人员
吉姆·洛弗尔是阿波罗13号指令长，任务时42岁，这是他第四次也是最后一次航天飞行。从美国海军学院毕业后，他曾担任海军飞行员和试飞员，1962年入选第二组宇航员。1965年洛弗尔与弗兰克·博尔曼执行双子座7号任务，第二年又和巴兹·奥尔德林乘双子座12号飞入太空，再于1968年乘阿波罗8号执行首次航天器载人绕月飞行任务。:108–109阿波罗13号升空前，洛弗尔是航空航天局在太空停留最久的宇航员，三次任务共计572小时。
指令舱驾驶员杰克·斯威格特38岁，拥有机械工程理学士和航天科学硕士学位，曾在美国空军和州空军国民警卫队服役并担任工程试飞员，1966年入选第五组宇航员。登月舱驾驶员弗莱德·海斯35岁，拥有航天工程理学士学位，曾任美国海军陆战队战斗机飞行员，1966年入选第五组宇航员时还是航空航天局平民研究飞行员:111–112。阿波罗13号是斯威格特和海斯唯一的太空飞行:589–593。
根据阿波罗任务轮换标准，阿波罗13号主乘组应该是阿波罗10号替补组员，水星和双子座计划老将戈尔登·库勃任指令长，唐·埃斯利任指令舱驾驶员，艾德加·米切尔任登月舱驾驶员。但是，航空航天局飞行任务成员办公室主任迪克·斯雷顿无意再安排库勃和埃斯利执行阿波罗任务，因为库勃对待训练态度懒散，埃斯利曾在执行阿波罗7号任务期间失态，而且还有闹到满城风雨的婚外情。阿波罗十号任务时只是因为没有其他资深宇航员可用才让他们充当替补。:236斯雷顿原计划让艾伦·谢泼德担任阿波罗13号指令长，斯图尔特·罗萨任指令舱驾驶员，米切尔当登月舱驾驶员。但管理层觉得谢泼德训练不足，而且前不久还因内耳疾病手术，1961年后就没再飞行。最后阿波罗11号替补人员、原计划担任阿波罗14号主乘组的洛弗尔、海斯和肯·马丁利与谢泼德三人交换位置。:236

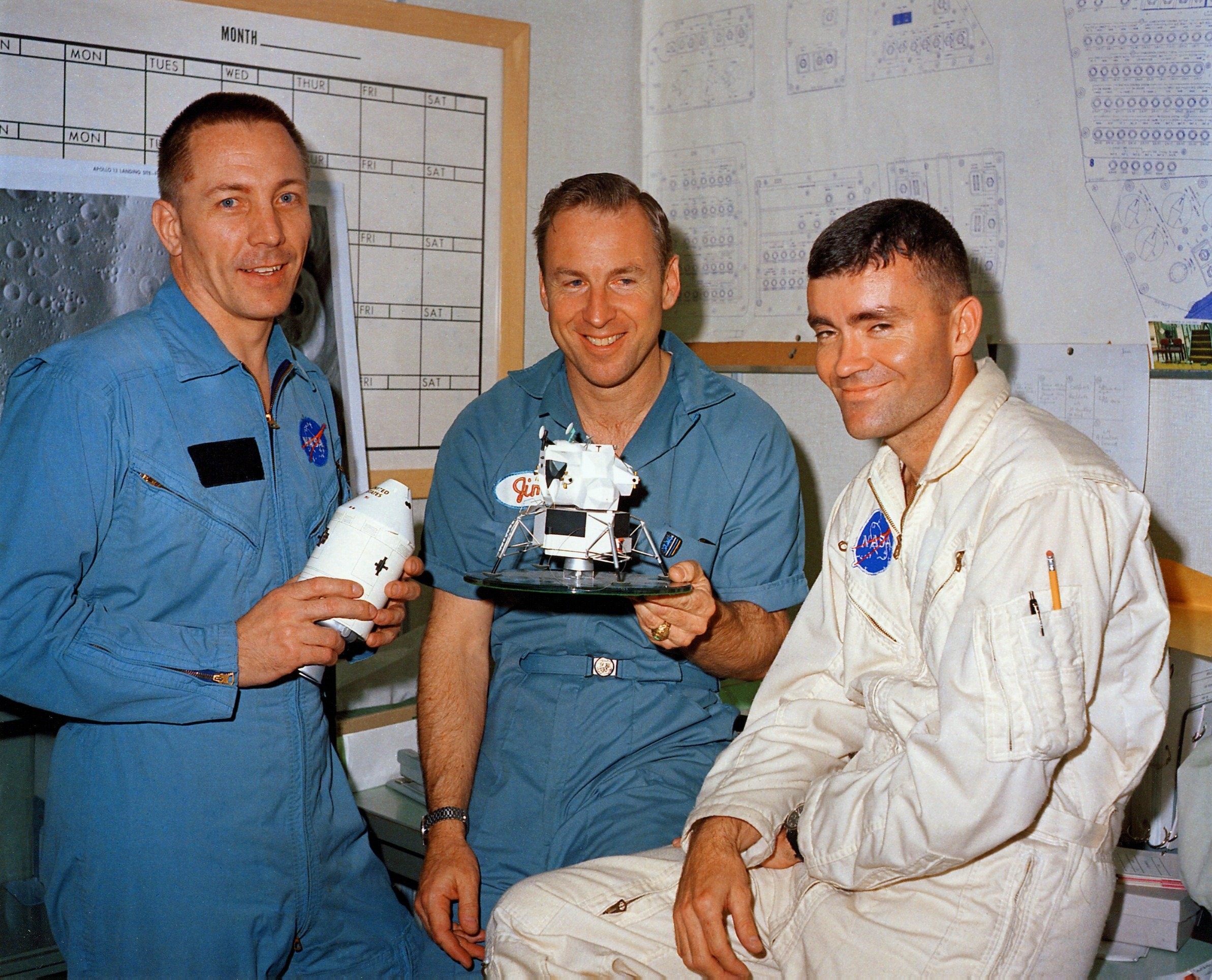
发射前一天的斯威格特、洛弗尔和海斯

斯威格特本是阿波罗13号替补指令舱驾驶员，替补指令长和登月舱驾驶员分别是约翰·杨与查尔斯·杜克。火箭发射七天前，杜克从儿子的朋友那里接触病毒。主乘组和替补在一起训练，其中只有马丁利没有感染过风疹并免疫。通常主乘组只要有人不能执行任务就都会被替补取代，但杜克同样因感染无法飞行。:6火箭发射两天前，航空航天局决定由斯威格特代替马丁利。马丁利没有患上风疹，后随阿波罗16号飞上太空。
水星和双子座计划期间，每次太空任务都包括主要和替补两组人员。但阿波罗九号指令长詹姆斯·麦克迪维特认为，各组人员需到全美各地设施训练，可能会错过会议，故而斯雷顿为阿波罗计划增加人称支持队伍的第三组人员。支持人员按指令长要求提供协助，:184大多资历较浅，负责整理并及时更新任务规则、飛行計劃和检查清单:261。阿波罗13号的前两名支持人员是文斯·布兰德、杰克·洛斯马，第三人说法不一，部分文献声称是约瑟夫·科文:251，其他认为是威廉·波格:378:137。
阿波罗13号的飞行指导分别是：吉恩·克兰兹（白队，首席飞行指导）:I-1:79、格林·伦尼（黑队）、米尔顿·温德勒（栗队）和杰拉尔德·格里芬（金队）:I-1。负责在任务控制中心同宇航员通话的通讯员分别是科文、布兰德、洛斯马、杨和马丁利:362。

## 任务徽章和呼号

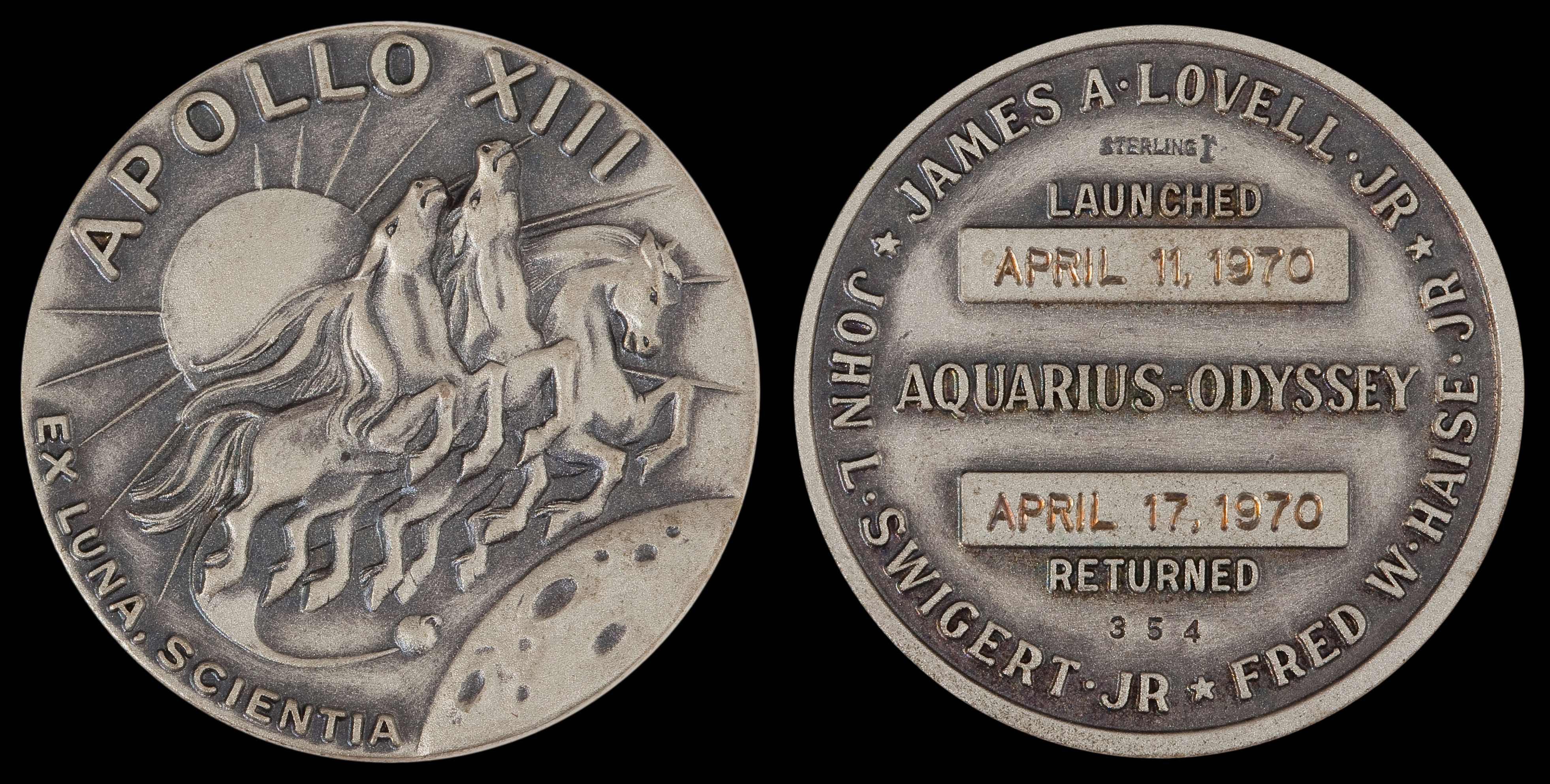
阿波罗13号太空飞行罗宾斯纪念银章

阿波罗13号的任务徽章呈圆形，中间是三匹马拉着希腊神话中太阳神阿波罗的战车从月球附近掠过，地球位于远方。图案代表阿波罗将知识之光带给全人类，旁边是任务座右铭“来自月球的知识”。座右铭由洛弗尔选定，是他把母校海军学院的座右铭“海权来自知识”略加改动所得。:81:283
徽章以罗马数字显示任务名称“APOLLO XIII”。斯威格特在最后时间取代马丁利，故而微章上没有三名宇航员的姓氏，除阿波罗13号外，所有阿波罗任务只有阿波罗11号徽章同样没有乘组姓氏。阿波罗13号的徽章由美术家鲁门·马丁·温特设计，以他在纽约瑞吉酒店所绘壁画为基础。在电影《阿波罗13号》扮演洛弗尔的男演员汤姆·汉克斯后来买下壁画，现存伊利诺伊州詹姆斯·洛弗尔上校联邦卫生保健中心。
洛弗尔借寶瓶座之名为登月舱敲定呼号“宝瓶”，进而选定任务座右铭:291:87，但有媒体误称“宝瓶”源自音乐剧《毛发》的同名歌曲:87。指令舱呼号“奥德赛”除意指同名荷马史诗外，还指不久前上映、根据科幻作家亞瑟·查理斯·克拉克短篇小说改编的科幻片《2001太空漫游》:291。洛弗尔在著作中透露，选中“奥德赛”主要是喜欢词义：漫长而充满风险的历程:87。

## 发射火箭与航天器

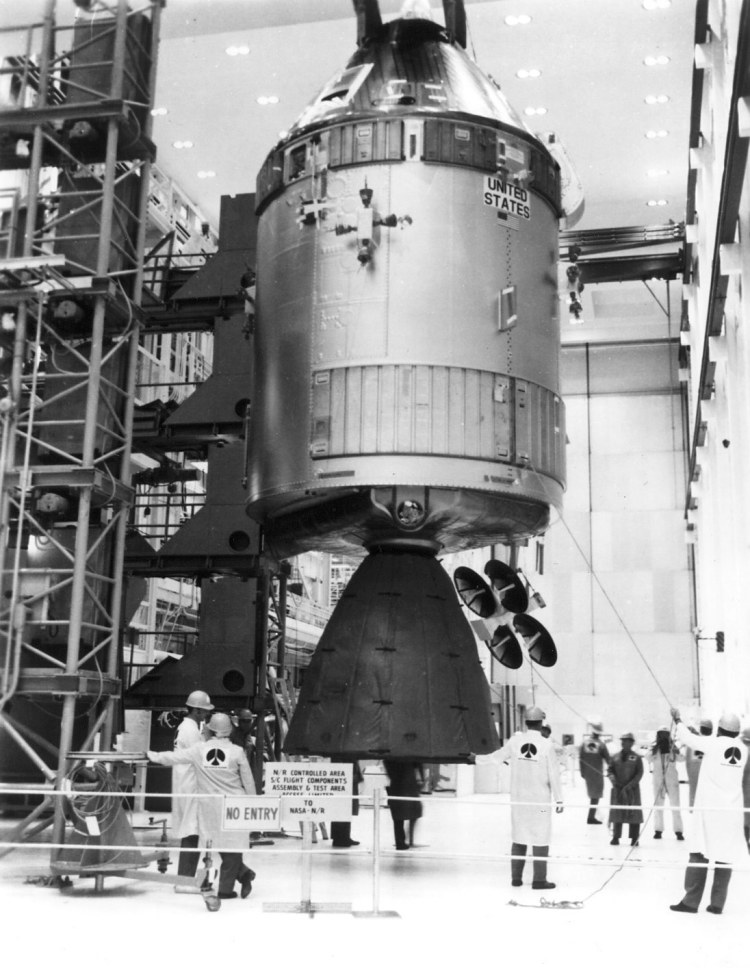
操作与测试大楼内的CSM-109“奥德赛”号

带阿波罗13号升空的土星五号运载火箭编号SA-508，与阿波罗8号到12号使用的火箭基本相同:74。火箭与航天器共重294万9136公斤:284。火箭第一级发动机额定推力比阿波罗12号小44万牛顿，但仍在规格许可范围。未来飞往月球的J任务需要增加推进剂提升载荷，所以本次发射的火箭带有额外推进剂来测试，创下航空航天局发射火箭重量新纪录，而且阿波罗13号点火后升空所需时间明显比过去任务长。
阿波罗13号航天器主要由三部分组成，其中109号指令舱与109号服务舱合称CSM-109，呼号“奥德赛”，七号登月舱编号LM-7，呼号“宝瓶”。太空船还包括发射逃逸系统，如果发射升空时任务中止就会将指令舱送往安全地点，航天器与登月舱对接适配器编号SLA-16，任务早期登月舱就装在对接适配器内。:364:78, 81
登月舱、指令舱和服务舱都在1969年6月送到肯尼迪航天中心，土星五号火箭各部分在六至七月送到。经过测试和组装，运载火箭在1969年12月15日完成装配并在顶部搭载航天器。:364阿波罗13号原计划1970年3月12日发射，但这年一月航空航天局宣布任务推迟到4月11日，提供更多规划时间的同时，也将阿波罗任务分散到更长的时间段。阿波罗20号任务因预算限制不久前取消，航空航天局决定把每年的阿波罗任务压缩到两次。

## 训练和准备

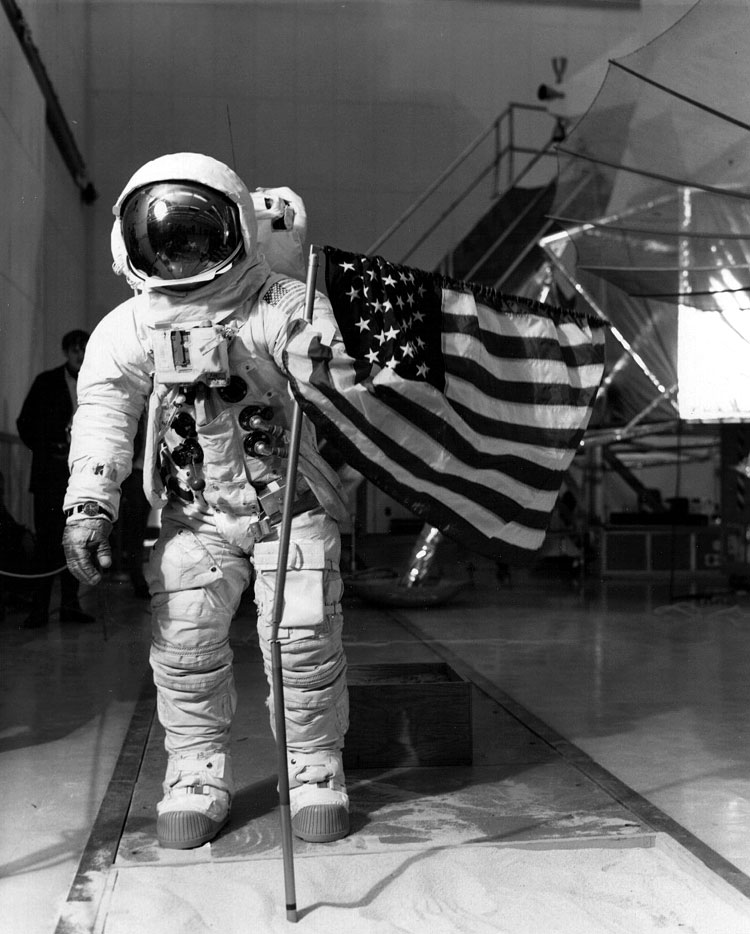
洛弗尔练习立国旗

阿波罗13号主乘组接受上千小时特定任务培训，任务计划持续十天，平均每小时任务时间的训练时长超过五小时。三人都在指令舱模拟器训练四百多小时，其中洛弗尔和海斯还在登月舱模拟器训练四百多小时，训练地点位于肯尼迪航天中心和休斯顿，有时还需任务控制中心飞行控制人员参与。:104飞行控制人员模拟航天器飞行期间可能遇到的各种问题，以便及时有效地应对紧急情况。宇航员还在其他地点使用各种专业模拟器训练:104。
阿波罗11号宇航员基本没接受地质学训练，从分配人员到火箭发射仅六个月时间，大部分用在更重要的事项:100。阿波罗12号的训练更充分，如配合航天器通信员和模拟科学家后台的野外练习，宇航员需向通信员描述自己看到的事物:103–104。宇航员兼科学家哈里森·施密特发现阿波罗13号乘组对野外地质考察兴趣不大，有必要邀请善于启发和激励的老师。施密特想到就读加州理工學院时的老师李·西尔弗教授，请他与洛弗尔、海斯见面。洛弗尔、海斯与替补人员杨和杜克抽时间随西尔弗到野外考察，一路消费自掏腰包。相处一周后，洛弗尔邀请西尔弗担当宇航员地质学导师，后者大量参与阿波罗13号的地质学研究规划。:107–111法鲁克·埃尔-巴兹监督马丁利和替补斯威格特的训练，主要是模拟拍摄月球地标照片并描述景观:134。埃尔-巴兹要求三位主乘组在乘飞机往返休斯顿到肯尼迪航天中心期间描述沿途地质特征。马丁利积极配合，促使包括阿波罗14号指令舱驾驶员罗萨在内的其他宇航员邀请埃尔-巴兹指导。:141–142
阿波罗11号登月舱降落月球期间推进剂差点不够用，航空航天局决定从阿波罗13号开始用指令舱把登月舱送到近月轨道，再用登月舱登月。相比之下，阿波罗11和12号都是登月舱点火后飞到近月轨道。上述变更还能增加宇航员在月球轨道的悬停时间，以便登陆更加困难的地形。:53
根据计划，阿波罗13号共有两次各长四小时的月表舱外活动，其中第一次安装阿波罗月球表面实验数据包的科学仪器，第二次洛弗尔与海斯前往登月地点附近的圆锥环形山勘测:363。两人需穿上宇航服演练20次舱外活动程序，包括采集样本、使用工具及其他设备。宇航员在“呕吐彗星”内模拟微重力或月球引力，练习穿、脱宇航服。洛弗尔乘登月训练飞行器飞行，为实际登月打基础。:105阿波罗计划期间全部五架登月研究或训练飞行器及类似设备共有三架坠毁，各任务指令长认为乘坐这些飞行器为宇航员增添宝贵经验。

## 实验与科学目标

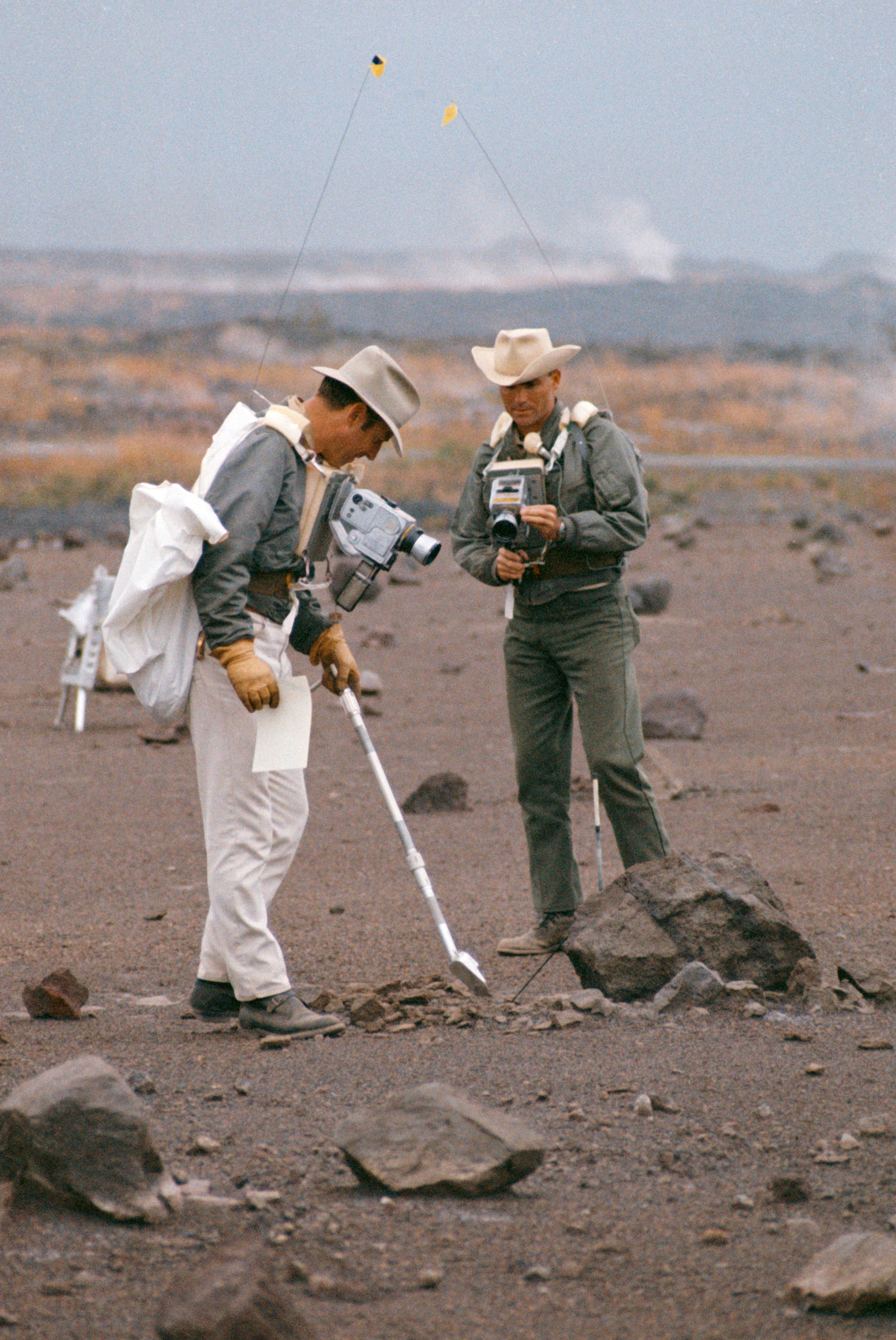
1970年1月，洛弗尔（左）与海斯在夏威夷接受地质学训练

阿波罗13号计划在弗拉·毛罗环形山附近登月，科学家估计弗拉·毛罗高地源自月球史早期形成雨海的撞击事件，这里的月岩更具科研价值。对此地物质断代研究不但有望了解月球历史，还可能获得地球早期历史信息。估计规模庞大的圆锥环形山能够找到所需材料，这里当年撞击力度很大，足以掀开雨海撞击事件以来积累的表岩屑，取得月壳深处样本。:51–53
阿波罗11号在月表留下地震儀，但所在位置第一个月夜长达两周，太阳能供电模块已经失效。阿波罗12号安放的月表实验数据包附有核能地震仪。:38–39阿波罗13号月表实验数据包的地震仪人称被动地震实验包，与阿波罗12号类似，同样计划留在月表:29。阿波罗13号的登月舱上升段与指令舱分离后撞击月面，相当于用已知质量和速度的物体撞击月球已知方位，撞击过程可用于地震仪校准:42。
阿波罗13号的月表实验数据包还包括热流实验，需在月表钻两个三米深的洞:33。海斯负责此项实验，还需再钻第三个同样深度的洞获取月岩样本。带电粒子月球环境实验包检测太阳传达到月球表面的质子和电子粒子能量:49，月球大气探测器:51和粉尘探测器用于检测月球大气与尘土:62。阿波罗13号的月表实验数据包除热流实验与带电粒子月球环境实验属新设备外，其他各项都曾在过去的阿波罗任务部署。

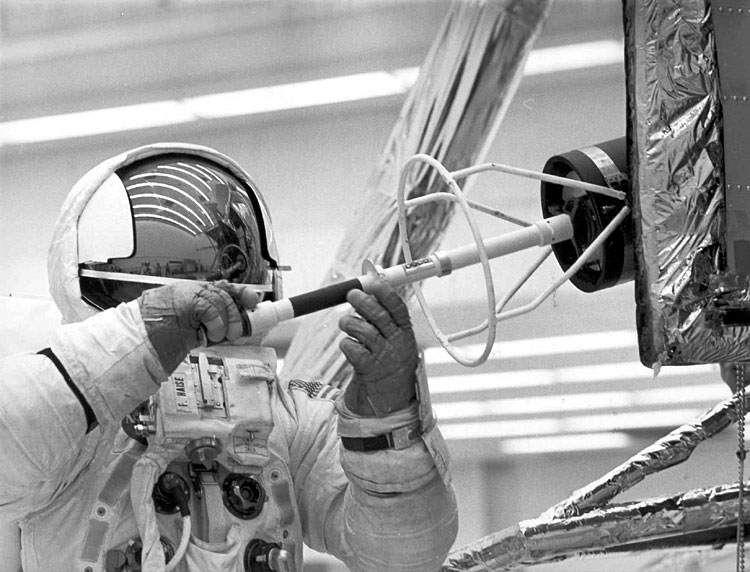
海斯练习拆除登月舱安装的核能燃料罐，原定留在月球表面供儀器使用。因任务中止，阿波罗13号登月舱的燃料罐未经打开就随其中的放射物沉入太平洋

与阿波罗12号一样，阿波罗13号携带美国原子能委员会开发的放射性同位素热电机SNAP-27为月表实验数据包供电。准备运往月球的燃料容器装有约3.79公斤二氧化钚，用烧蚀防热的石墨和铍制作，结构部件用钛和英高鎳合金打造，能承受再入地球大气层产生的热量，如果任务中止也不会泄露钚污染空气。:65
太空船携带计划立在月表的美国国旗:33, 65，阿波罗11和12号所带国旗放入登月舱前方着陆腿的耐热管，阿波罗13号改到登月舱下降段的模块化装备存储组件内。与阿波罗12号相比，阿波罗13号在国旗顶部增加横杆，确保国旗能在接近真空的月表舒展。:73
阿波罗11号任务拍下大量照片，但难以区分穿上航天服的阿姆斯特朗和奥尔德林。航空航天局决定在指令长的阿波罗/天空实验室航天服头盔和手脚位置增加红色条纹，但因批准时间太晚，阿波罗12号没赶上，阿波罗13号才首度落实。头盔内装有新水袋，以便宇航员在月表行走时饮水，海斯还在阿波罗13号故障前最后一次电视直播时演示。
阿波罗13号的主要任务目标包括：“弗拉·毛罗高地预选地区的月球天文学检测、斟探和材料取样。部署并激活阿波罗月球表面实验数据包。开发人类在月球环境的工作能力。拍摄候选勘探地点照片。”:3-26宇航员还需拍摄其他目标，如在月球轨道拍摄对日照，返回地球期间拍摄月球等。根据计划，部分照片需洛弗尔与海斯登月后由斯威格特摄制。:385斯威格特还需拍摄地月系的拉格朗日点。阿波罗13号配有12台相机，其中包括用于电视直播和纪录影片的设备。宇航员还计划用下行双基地雷达观测月球，但因事故影响，上述目标均未达成:385。

## 阿波罗13号飞行经历

按比例绘制的阿波罗13号绕月轨迹，事故发生在任务开始约56小时后

阿波罗13号大部分旅程的太空船构造
I：登月舱下降段；II：登月舱上升段；III：指令舱；IV：服务舱
1：登月舱下降段发动机下沿；2：登月舱起落架；：3：登月舱梯子；4：出口平台；5：前舱口；6：登月舱反应控制系统；7：S波段机载天线；8：交会雷达天线；9：S波段可控天线；10：指令舱乘组舱；11：电力系统散热器；12：服务舱反应控制系统；13：环境控制系统散热器；14：S波段可控高增益天线；15：喷嘴延长段；16：对接窗；17：高增益天线；18：对接目标；19：登月舱头顶舱口；20：服务与指令舱组合隧道舱口；21：观察窗；22：尾部隔热板

### 发射与切入地月转移轨道

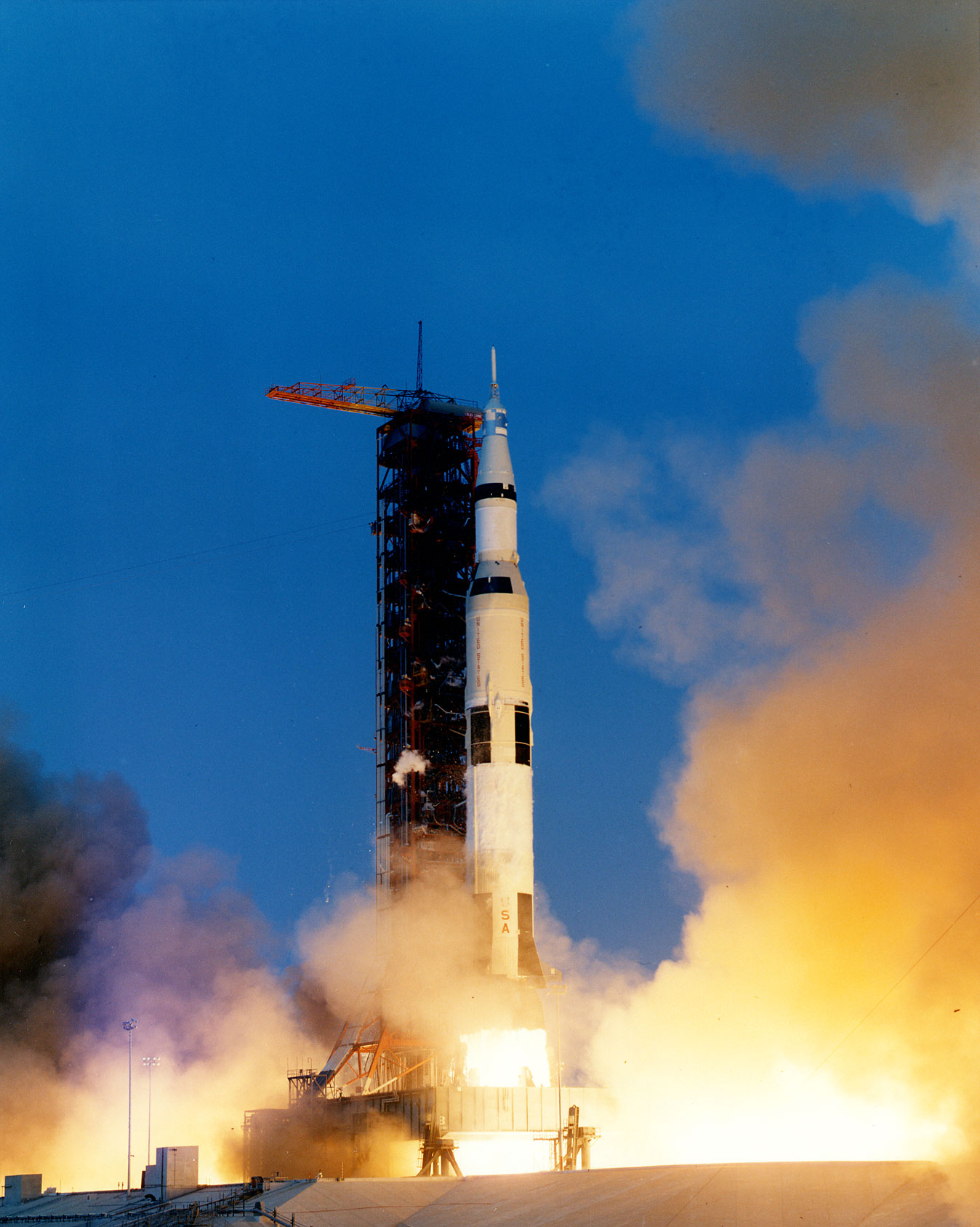
1970年4月11日，阿波罗13号在肯尼迪太空中心发射

任务按计划在协调世界时4月11日19点13分点火，第二级火箭发生异常，中央发动机（内侧）提前约两分钟熄火:494–499。异常是由严重的纵向耦合振动导致，从阿波罗十号开始，土星五号运载火箭的制导系统会在发动机腔室压力偏移时自动关闭发动机:5-13。双子座计划使用的泰坦系列運載火箭和过去阿波罗计划的运载火箭都曾发生纵向耦合振动:5-7–5-12，但阿波罗13号因与涡轮泵空穴現象相互影响变得特别严重。航空航天局本来有办法解决上述故障，但因时间太紧未能在阿波罗13号的运载火箭落实:5-13。事后调查表明中央发动机距发生灾难事故只差一个运转周期:5-13。中央发动机关闭后，外侧的四个发动机和第三级火箭的燃烧时间更长，基本足以补偿动力损失，火箭距190公里高空的预定圆形停泊轨道非常近，并在约两小时后切入地月转移轨道，准备前往月球:494–499。
阿波罗13号切入地月转移轨道后，斯威格特先分离和换位，把服务与指令舱“奥德赛”号和登月舱“宝瓶”号对接，再将太空船与第三级火箭分离。地面控制人员接下来控制第三级火箭朝阿波罗12号留下的地震仪范围撞击月球，撞击时间是在阿波罗13号计划启动正好三天后:367。
宇航员设定航天器花三天时间飞往弗拉·毛罗高地。任务启动30小时40分50秒，乘组在电视镜头前点火，将阿波罗13号送入混合轨道。航天器离开自由返回轨道，这也意味着如果发动机不能再度点火，航天器就无法自主返回地球。航天器经自由返回轨道只能在月球赤道附近着陆，航天器切入地月转移轨道后可以随时进入混合轨道，这样就能从包括弗拉·毛罗高地在内的高纬度地点登月。通话期间，斯威格特突然想起因日程繁忙，他忘记在4月15日最后期限前填写联邦个人所得税申报表，通信马上变得热烈起来，他在任务控制人员的笑声中询问如何取得延期。最后斯威格特因“出国”获60天延期。:8
根据计划，乘组需在火箭点火58小时后进入登月舱检测各项功能。宇航员在任务第三天醒来时，地面控制人员通知他们提前三小时开始，之后又提前一小时。任务开始55小时是预定的电视直播时间，洛弗尔充当司仪向观众介绍“奥德赛”与“宝瓶”内部景观。但美国电视网均未直播，阿波罗13号的演出没多少观众:206，洛弗尔的夫人玛丽莲前往任务控制中心贵宾室才能看到丈夫和队友:285–287。

### 事故
火箭起飞近56小时、电视直播结束约六分半钟后，阿波罗13号距地约33万公里。海斯此时完成功能检查正在关闭登月舱，洛弗尔收起电视摄像头，通信员杰克·洛斯马向斯威格特发出指令，其中包括调整航天器姿态，以便拍摄班尼特彗星的照片:292。
服务舱氧气瓶的压力传感器此前似乎有故障，负责监控服务与指令舱电气系统的电气、环境与耗材主任西摩·李伯格要求启动罐内搅拌风扇。氧气瓶内风扇通常每天都会启动，确保罐内气流和温度更均匀，压力读数更准确。飞行指导克兰兹要求李伯格过几分钟再启动，等待电视直播后宇航员收尾:207，接下来洛斯马把要求传达给斯威格特，后者打开风扇开关并在数秒钟后关闭:292。
斯威格特打开开关95秒后:207，宇航员听到“巨响”，同时电力显著波动，航天器姿态控制推进器点火:368:152–157。与地球的通信和遥测中断1.8秒，直到系统自动把高增益S波段天线从窄波束模式切换至宽波束模式:4-44。事故发生在UTC4月14日凌晨3点8分，火箭点火55小时54分53秒。斯威格特在26秒后汇报：“休斯顿，我们遇上麻烦”，洛弗尔的声音也在任务启动55小时55分42秒时响起：“休斯顿，我们遇上麻烦。主电路B电压不足。”
洛弗尔本以为巨响是海斯启动登月舱增压阀所致（海斯经常这样吓唬队友），但马上看出海斯根本不知道怎么回事。斯威格特以为是流星体撞上登月舱，但他和洛弗尔很快就确定没有漏气情况。:293服务舱有两个配电系统，服务与指令舱几乎所有功能都需电力驱动。“主电路B电压不足”表明服务舱三个燃料电池无法向第二个配电系统提供充足電壓，这些电池是从液氢和液氧罐抽取气体燃烧产生电能。主电路B一度恢复正常，但很快主电路A和B的电压都偏低。海斯检查时发现三个燃料电池有两个没电，根据任务守则，所有燃料电池都正常才能进入月球轨道。:293–294
众多读数在事故发生后几分钟内出现异常，显示二号罐已空，一号罐气压缓慢下降，航天器上的计算机重启，高增益天线不起作用。李伯格事故前集中关注一号罐，认为一号罐的读数对二号罐很有参考价值，没发现二号罐搅拌后的危险信号，支持大厅任务控制人员当时同意他的看法。面对克兰兹的质疑，李伯格一度表示仪器问题可能导致读数错误，此后多年他人都以此取笑李伯格。洛弗尔看向窗外并汇报，太空船正朝太空排放“某种气体”，表明肯定发生重大故障:215。
燃料电池需要氧气才能工作，所以电池都会在一号液氧罐耗尽时失效，服务与指令舱此后完全要靠指令舱蓄电池与氧气“调压罐”供电和供氧。指令舱蓄电池和供氧在返航阶段的作用无可替代，但剩余燃料电池已耗尽液氧罐的氧，开始消耗调压罐。克兰兹下令隔断调压罐节省氧气，但这就意味着燃料电池会在两小时内没电。:293–294航天器周围空间到处是事故产生的小碎片，加大利用恒星导航的难度:299。原有任务目标全部放弃，变成确保宇航员活着回到地球。

### 绕月旋转

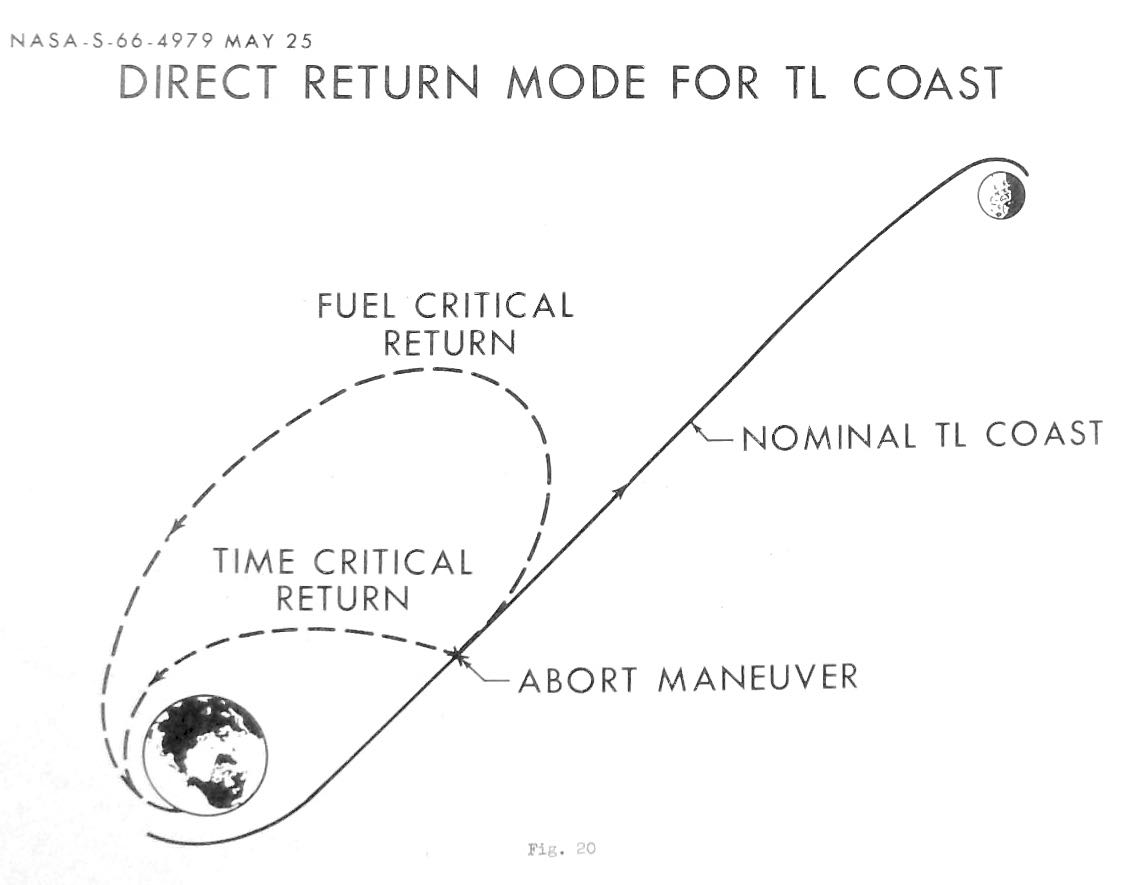
1966年的计划报告假设航天器发生事故后直接中断任务返回，但中断时间远比阿波罗13号早，航天器离地球更近

为满足月表作业需要，登月舱配有充满电的电池和装满氧气的气罐，克兰兹要求宇航员启动登月舱充当“救生艇”，这种手段过去曾有设想，但当时认为不大可能需要:83–87。阿波罗十号训练模拟指令舱泄露后如何利用登月舱存活，当时登月舱开机时间太长，飞行控制人员于是制定紧急操作程序。如果阿波罗13号的事故发生在返程阶段，登月舱已经弃置，宇航员就无法生还；或是登月舱降落月表，洛弗尔和海斯在月表作业，服务与指令舱在月球轨道爆炸，宇航员同样无法生还。
为确保宇航员安全返回，路线选择至关重要。如果采用“直接中止”机制，在抵达月球前用服务舱主发动机（服务推进系统）返回，那么不但要确保服务推进系统没有因事故受损，而且燃料电池必须继续供电至少一小时才能满足功率要求。克兰兹决定迂回：航天器先绕月球旋转，转到朝地球方向时再返航。事故发生时，阿波罗13号位于混合轨道，准备前往弗拉·毛罗高地，如今需要回到自由返回轨道。登月舱的下降级推进系统虽不及服务推进系统强劲，但足以完成上述任务。不过，任务规划从未考虑在登月舱操控服务与指令舱，所以需要技术人员在任务控制中心的计算机上编写新软件。洛弗尔关闭指令舱时抄下制导系统方向信息，经过笔算输入登月舱制导系统。接下来任务控制中心根据宇航员要求检查数据，登月舱导航计算机尚处关机状态。:297–298任务启动61小时29分43.49秒，下降级推进系统点火34.23秒，将阿波罗13号带回自由返回轨道:369。

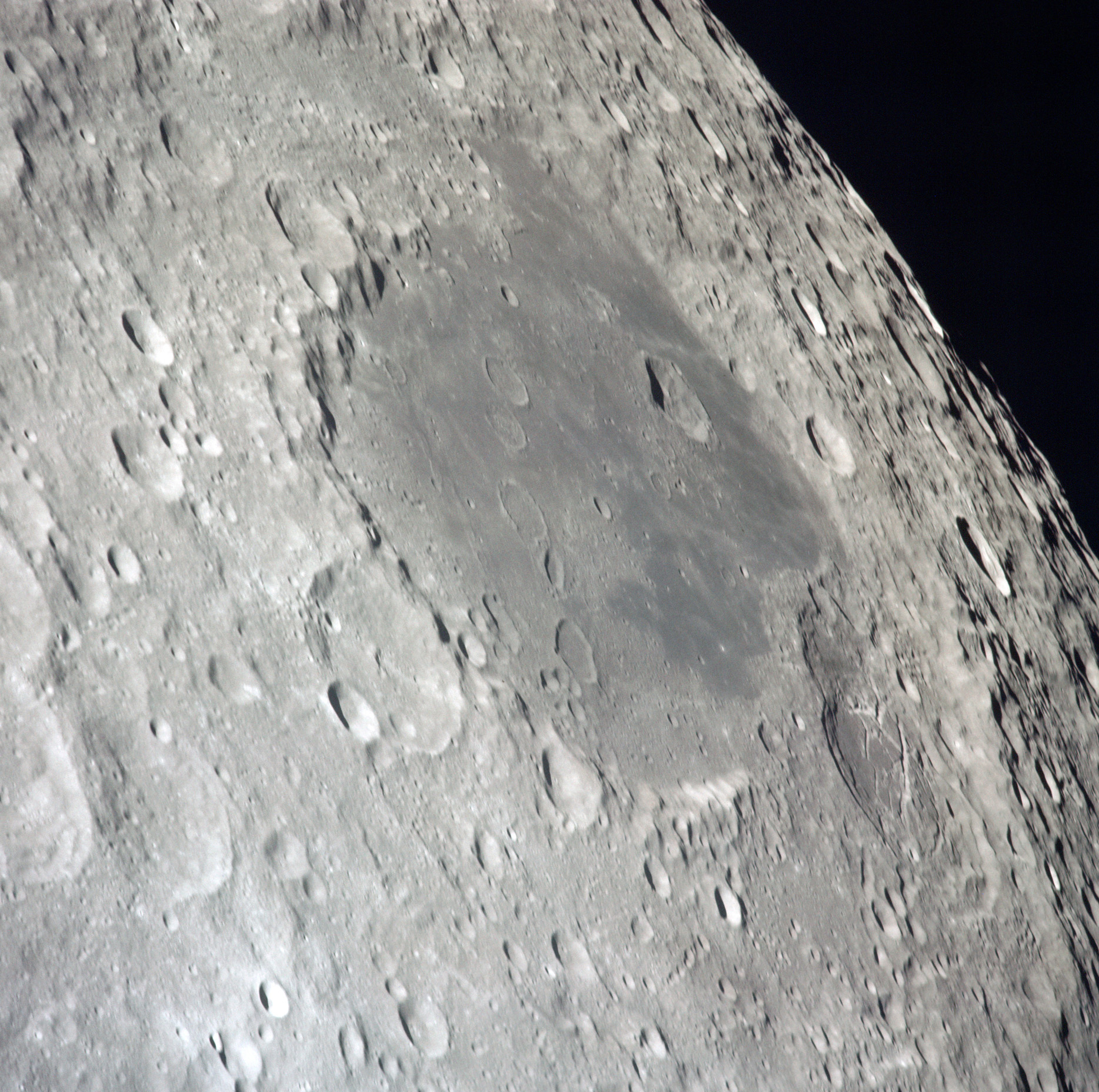
阿波罗13号乘组拍下登月舱外的月球照片

经过上述调整，阿波罗13号还需约四天才能返回地球并溅落印度洋，但航空航天局在印度洋的搜救实力不足。杰里·博斯蒂克等飞行动力官员忧心忡忡，既想缩短时间，又希望能把溅落地点移到大部分搜救部队所在的太平洋。第一种方案能节省36小时，但需抛弃服务舱，导致指令舱防热大底返程期间在太空暴露，任务规划时从未设想这种情况。飞行动力官员还提出其他方案。航空航天局官员和工程师开会研讨后，现场资深人员、载人航天中心主任罗伯特·吉鲁斯决定用下降级推进系统点火，节省12小时并溅落太平洋。此次点火计划在航天器抵达近月点（绕月轨道距月球最近的位置）两小时后开始。据《吉尼斯世界纪录》所述，阿波罗13号在近月点创下载人航天器绝对高度纪录并保持至今：4月15日0点21分，离地40万零171公里。
等待下降级推进系统点火期间，三人得知第三级火箭正如计划的那样撞击月球，洛弗尔自嘲：“好吧，至少此次飞行不至一事无成”。克兰兹领导的白队任务控制人员大部分时间花在协助其他队伍并制订保障宇航员返航急需规程，此次点火也由他们操控:221–222。正常情况下，只需把洛弗尔输入登月舱计算机的数据对应宇航员用于导航的恒星位置就能精确把握点火时间，但航天器周围飘浮的大量闪光碎片导致这根本不可能。宇航员最后采用不会与碎片混淆的太阳导航。休斯顿告知三人，点火时月球是在登月舱指令长窗口正中，每秒误差不到0.3米。任务启动79小时27分38.95秒，下降级推进系统点火并持续4分23秒:391，宇航员接下来关闭登月舱大部分系统节省资源。

### 返回地球

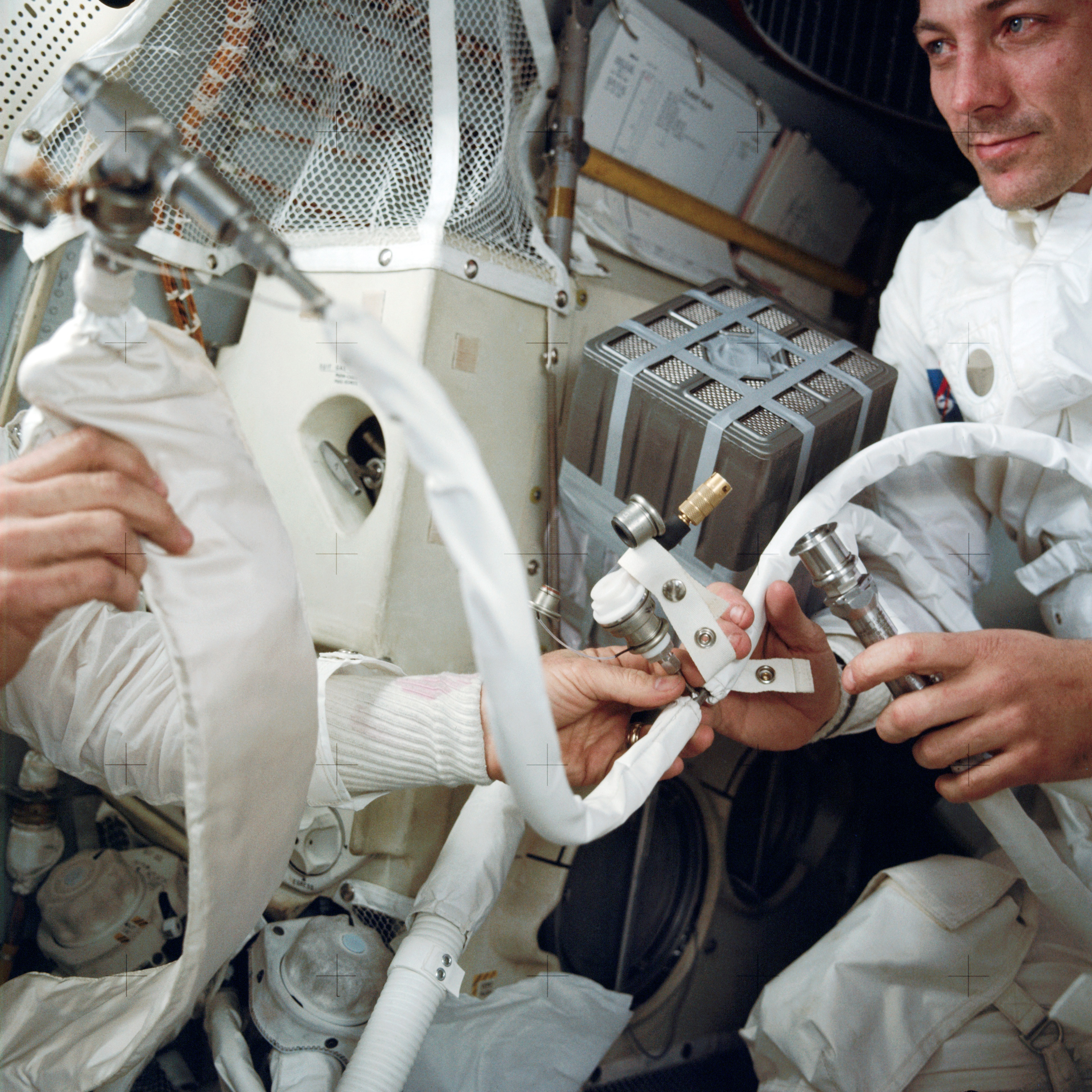
斯威格特与改装供登月舱使用的氢氧化锂罐

登月舱氧气充足，但仍需解决二氧化碳吸收器效能不足的问题。这种仪器的工作原理是用氢氧化锂颗粒罐吸收二氧化碳，登月舱的吸收器是按两名宇航员在月球停留45小时设计，不足以保障三名宇航员返回地球所需。:224指令舱的氢氧化锂颗粒罐充足，但形状和尺寸都与登月舱设备不符。地面工程师提出多种方案弥合差距，如利用塑料、操作手册封面，胶带等。航空航天局工程师把临时改造的设备称作“邮箱”。航天器通讯员约瑟夫·科文花费一小时将制造方法念给乘组，洛弗尔与海斯制作“邮箱”，效果立竿见影，二氧化碳含量马上下降。洛弗尔称，此次临时改造堪称“地面与太空合作典范”。:257–262

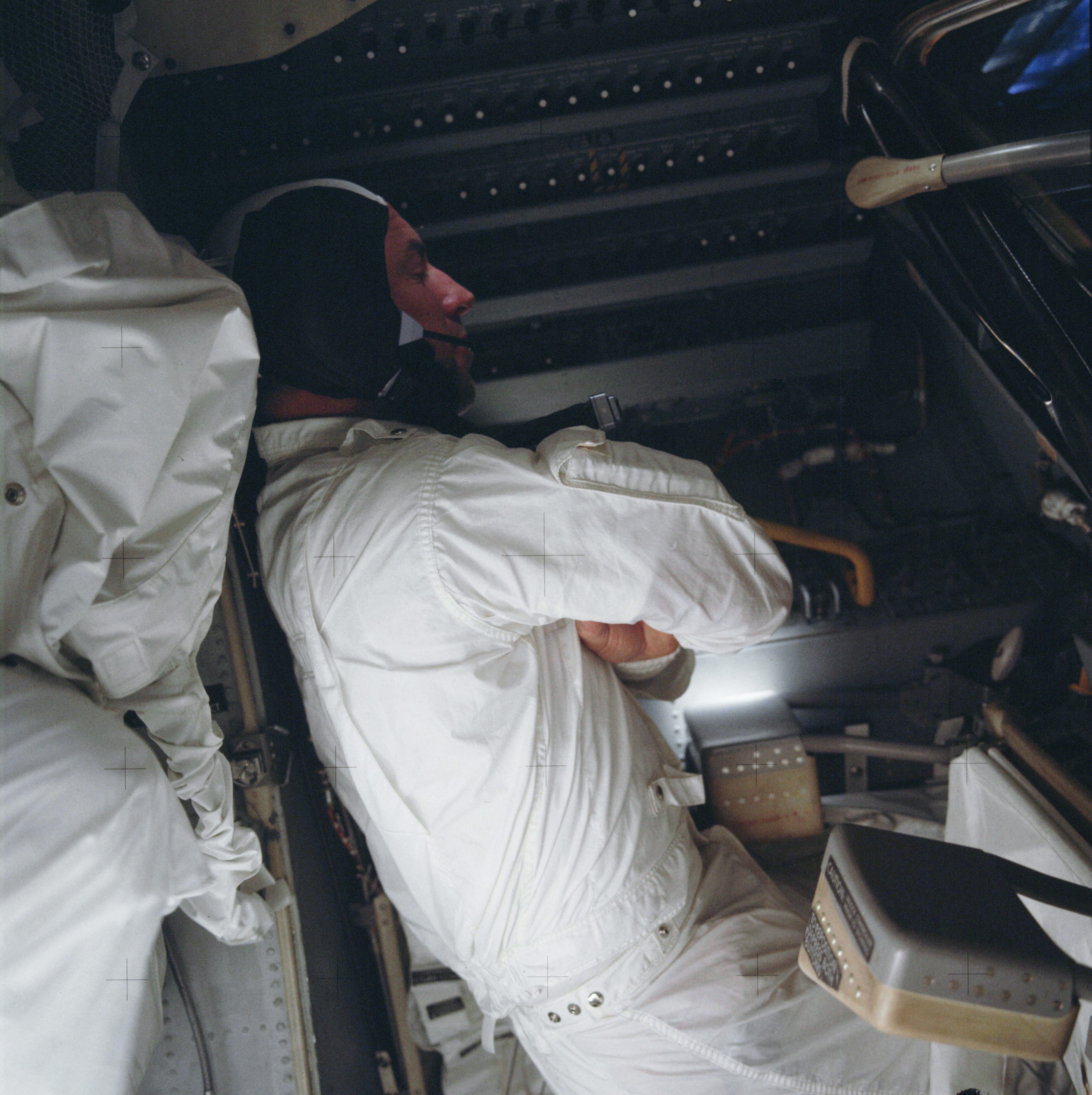
洛弗尔尝试在寒冷的航天器内休息

燃料电池为服务与指令舱供电时能生成水，但登月舱用的是不产生水的银锌电池，不但电力有限，设备冷却和维持生命必须的水也很紧张，宇航员把登月舱能耗降至最低:III‑17, III-33, III-40。斯威格特从指令舱水龙头接满几个饮用水袋，但据海斯初步计算，即使各人按比例限量用水，航天器再入前五小时就会没有冷却用水。考虑到阿波罗11号登月舱在月球轨道抛弃后虽然没水，但仍能继续工作七到八小时，所以再入前五小时没水应该不会影响宇航员生存，最后阿波罗13号溅落时还剩12.8公斤水。:254–257每名宇航员每天的用水额度仅0.2升，三人一共瘦下来14公斤，海斯还患上尿道感染:262–263。海斯的病情可能是因饮水太少所致，同时微重力和宇宙辐射可能削弱免疫系统对病原体的抵抗力。
黑暗的航天器内气温低至3°C，洛弗尔一度考虑三人穿上航天服，但又担心这样太热。最后洛弗尔与海斯套上登月靴，斯威格特多穿一件外套。三人都很冷，特别是用水袋装水时把脚弄湿的斯威格特，而且他不用登月，所以没有登月靴。为避免影响航道，他们不能向太空排尿，所以只能把尿装在袋子里。水滴在墙上凝结，设备面板背面也可能有冷凝水，:257–263但这些水没有引起故障，估计阿波罗1号事故后的大量电力绝缘改进功不可没。面对重重困难，三名宇航员基本没有表达不快。
飞行控制员约翰·亚伦与马丁利及众多工程师和设计师设计规程，将完全关闭的指令舱启动，此前还在飞行的指令舱从未彻底关闭后再通电启动，更不用说还是电力和时间都很紧张的阿波罗13号。宇航员按亚伦等人命令启动指令舱，过程基本顺利。克兰兹事后表示，三名宇航员都曾是试飞员，心理素质过硬，能够在面临生命危险的情境下从容应对，所以才能全部生还。
宇航员长时间忍受严寒而且休息不足，可能导致再入前不能准时启动各部件。飞行控制中心在任务第133小时同意洛弗尔全面启动登月舱升温，包括启动登月舱导航计算机。计算机打开后洛弗尔便能导航瞄准并校准登月舱惯性测量单元。指令舱计算机按与登月舱正常设置程序相反的顺序校准，登月舱计算机掌握位置和方位信息，减少重启过程步骤，提升阿波罗主制导、导航与控制系统控制再入的精度。

### 再入与溅落
阿波罗13号精确切入地球轨道，但航天器仍然缓慢偏离航向，需要校正。登月舱在下降级推进系统点火进入自由返回轨道后关闭，地面控制人员要求宇航员利用地球上的昼夜分隔线导航，这种导航方式虽在航空航天局的地球轨道任务实践，但从未在月球任务返航时用过。任务第105小时18分42秒，下降级推进系统点火并保持14秒，把再入飞行路径角度带回安全范围，此后又在137小时40分13秒使用登月舱反推力系统再次点火并保持21.5秒。宇航员在不到半小时后抛弃服务舱，从而首度看到事故损失情况并拍照。据宇航员汇报，服务舱外部整块面板不知所踪，液氧罐上的燃料电池倾斜，高增益天线受损，大量碎片四处飘散。:370–371海斯还看到服务舱发动机喷管很可能损伤，证明克兰兹此前不动用服务推进系统的决定正确。

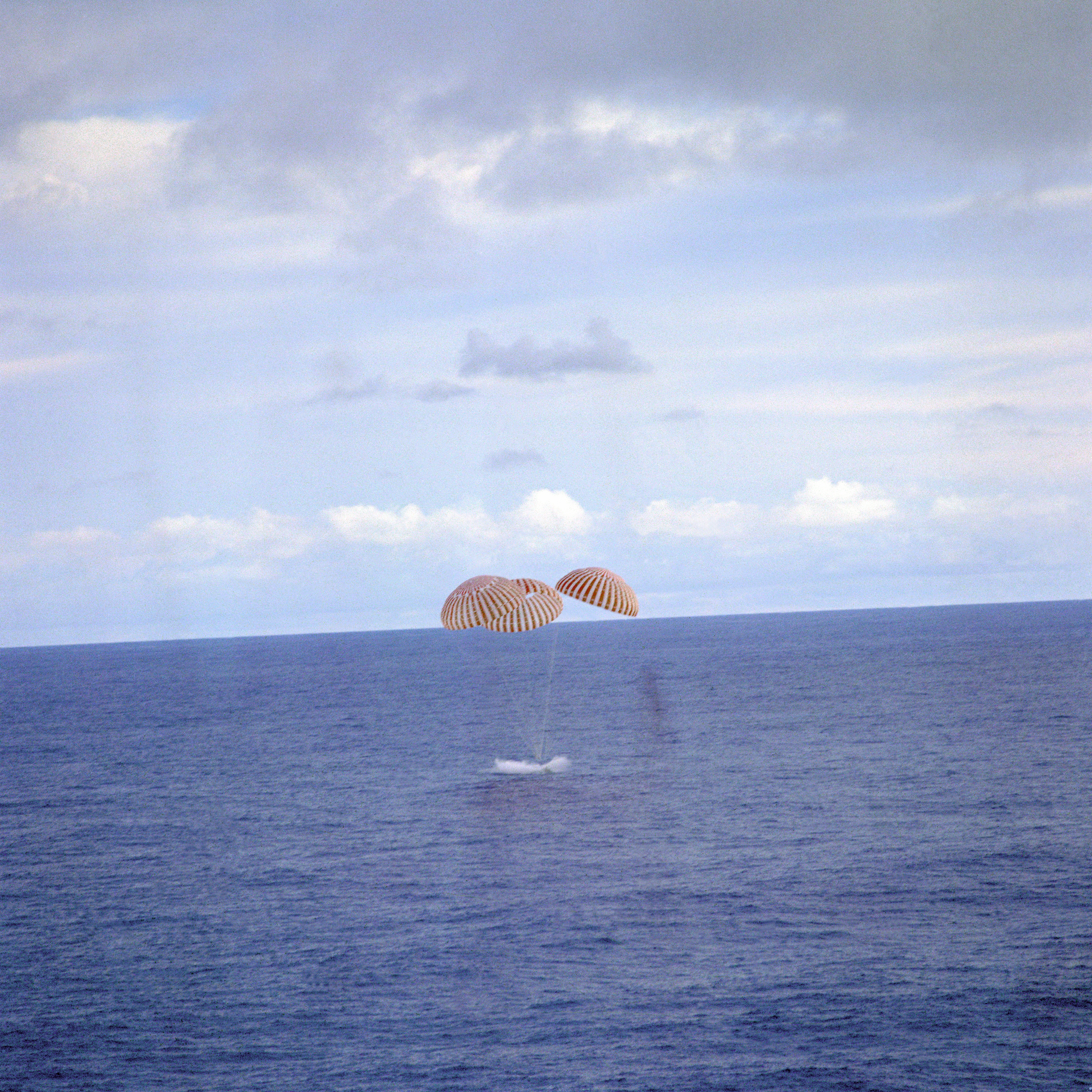
1970年4月17日，阿波罗13号溅落南太平洋

接下来众人需要确保登月舱在适当时机与指令舱分离，保障再入时两舱的安全间隔。登月舱正常情况应在月球轨道抛弃，用服务舱的反推力系统将服务与指令舱拉走，但阿波罗13号的服务舱此时已经抛弃。制作登月舱的格鲁门公司派出多伦多大学工程师研究组，由资深科学家伯纳德·埃特金带队计算分离两舱所需气压。宇航员落实埃特金一行提出的方案后解决问题。登月舱再入地球大气层后烧毁，残余部分掉入大海。美国原子能委员会要求尽可能避免航天器上计划用于放射性同位素热电机SNAP-27的二氧化钚污染环境，阿波罗13号的最后一次中途校正达成目标，核燃料罐落入深度名列前茅的太平洋汤加海沟，一直沉到约万米深的海底。事后直升机测量没有发现放射物泄露。
再入期间，指令舱周围的电离层通常会引起四分钟通讯中断。阿波罗13号的再入角度很浅，通讯中断超过预期达到六分钟，地面人员一度担心指令舱防热大底损毁。。恢复无线电通信后，“奥德赛”安全溅落南太平洋，溅落点在21°38′24″S 165°21′42″W / 21.64000°S 165.36167°W:1-2，美屬薩摩亞东南方向，距搜救船硫磺岛号两栖攻击舰6.5公里:371。三名宇航员非常疲累，但除海斯因饮水不足导致严重尿道感染外，另外两人身体良好:262–263。在舰上过夜后，三人次日飞抵美屬薩摩亞帕果帕果，随后又飞往夏威夷接受理查德·尼克松总统颁发的美国平民最高荣誉：總統自由勳章。宇航员在夏威夷过夜后飞回休斯顿:10-5。
尼克松总统前往檀香山中途先到休斯顿向阿波罗13号任务控制组人员颁发总统自由勋章。他原计划颁给航空航天局局长托马斯·潘恩，是潘恩建议授予任务控制组。

## 公众和媒体关注
说出来都没人信，六天惊险旅程期间我们根本不知道地球上的人们对阿波罗13号有啥印象。我们做梦都想不到会有十亿人从电视和广播关注，或是在各报头条字里行间了解信息。上到“硫磺岛号”后大家还是一无所知，船上水兵一样远离传媒。直到抵达檀香山，我们才知道这事儿影响有多大：理查德·尼克松和潘恩博士前来接见，媳妇玛丽莲和弗莱德的老婆玛丽、还有单身汉杰克的父母都在一旁，这下他身边终于不像以往那样老站着某个空姐啦。——吉姆·洛弗尔:262–263

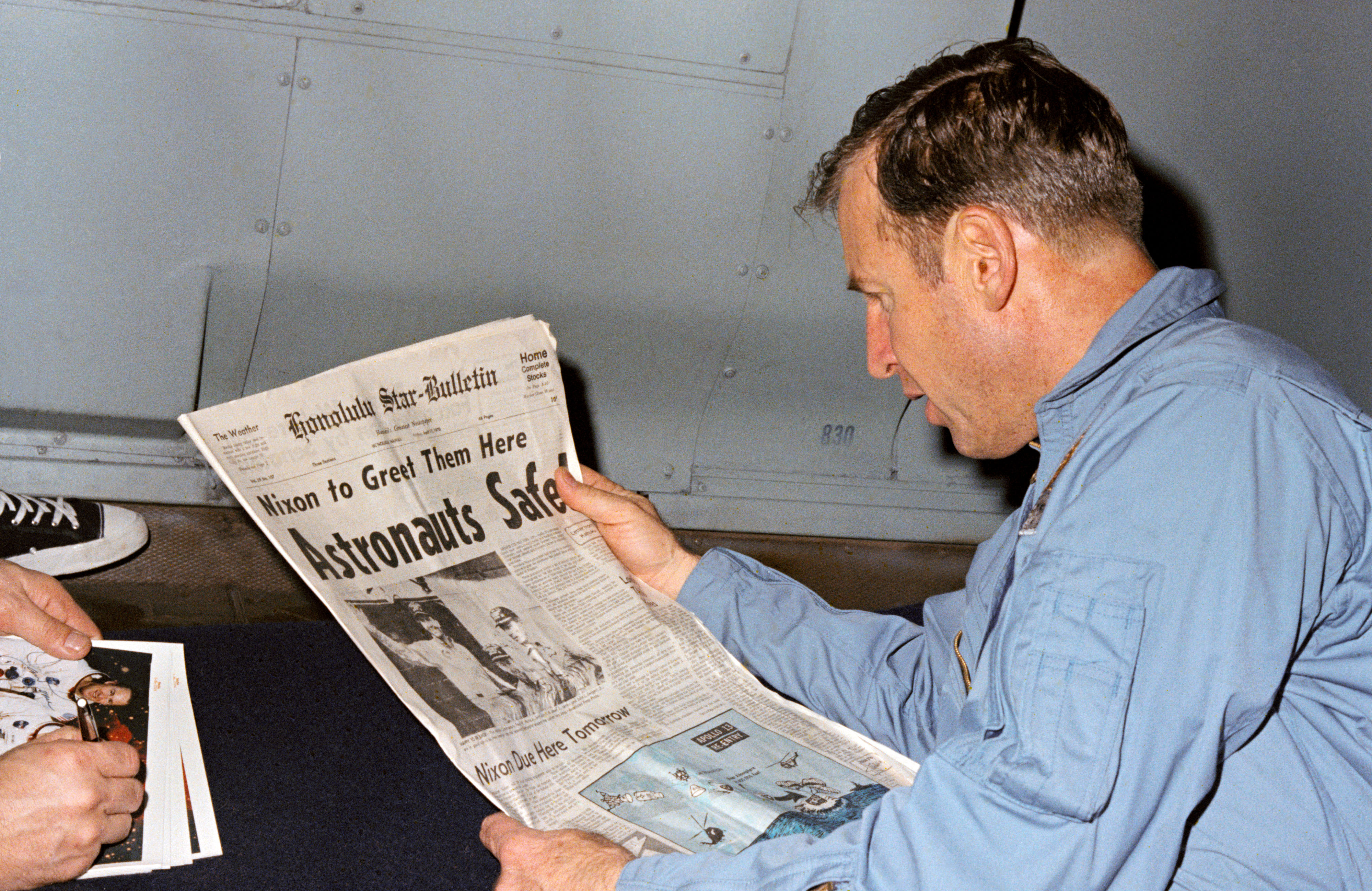
说出来都没人信，六天惊险旅程期间我们根本不知道地球上的人们对阿波罗13号有啥印象。我们做梦都想不到会有十亿人从电视和广播关注，或是在各报头条字里行间了解信息。上到“硫磺岛号”后大家还是一无所知，船上水兵一样远离传媒。直到抵达檀香山，我们才知道这事儿影响有多大：理查德·尼克松和潘恩博士前来接见，媳妇玛丽莲和弗莱德的老婆玛丽、还有单身汉杰克的父母都在一旁，这下他身边终于不像以往那样老站着某个空姐啦。
— 吉姆·洛弗尔

阿波罗13号事故令世界各地重新燃起对阿波罗计划的关注，数以百万计的民众通过电视关注事态进展。四艘苏联舰船开往溅落地点，以便在需要时伸出援手，:15其他国家表示愿意派船协助溅落其他地点的航天器:489–494尼克松取消预定日程致电宇航员家属，乘车前往航空航天局位于马里兰州绿带城的戈达德太空飞行中心，了解航天器追踪和通讯协调情况:15。
公众对搜救过程的关注同样超出以往，包括首次登月的阿波罗11号。除世界各地的头条新闻外，人们围在电视机前了解最新进展，电视台中断常规节目发布公告。教皇保祿六世带领一万名会众祈祷宇航员安全返回，印度宗教节庆活动期间的祈祷人数更达十万。:316美国参议院4月14日通过决议，呼吁企业当晚九点暂停作业，方便雇员祈祷:15。
估计有四千万美国人收看阿波罗13号溅落实况，美國三大電視網现场直播；电视直播长达六个半小时，另有约三千万人至少观看部分实况。其他国家和地区的观众人数更多，杰克·古尔德在《纽约时报》刊文指出，阿波罗13号“虽然差点变成悲惨的灾难，但却很可能比又一次成功登月更有力地团结全世界，表达世界人民的相互关注。”

## 调查和反响

### 审查委员会

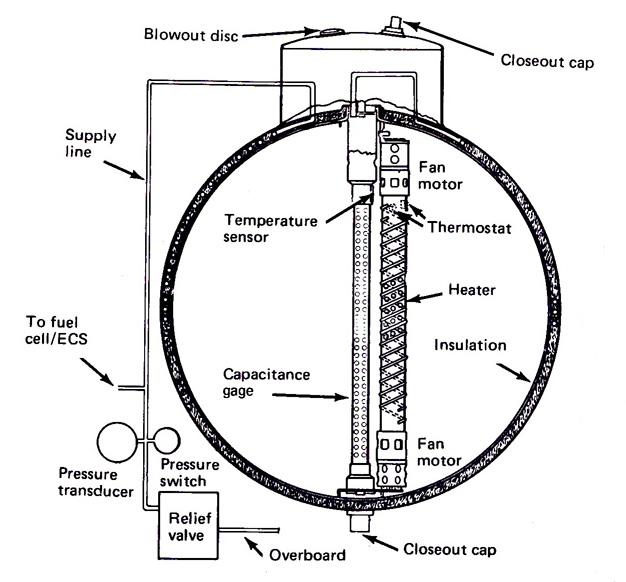
二号氧气瓶及内部组件

宇航员返回后，航空航天局局长潘恩和副局长乔治·洛任命审查委员会调查事故。委员会由航空航天局兰利研究中心主任埃德加·科特赖特牵头，还有包括阿姆斯特朗在内的七名成员。委员会6月15日向潘恩递交最终报告:15，称故障源于服务舱二号液氧罐:4-36。罐内搅拌风扇导线上的聚四氟乙烯绝缘层受损导致短路，随即引燃绝缘层。火苗令罐内压力迅速上升、罐顶破损，液氧迅速气化并膨胀，与燃烧产物充满四号托架的燃料电池舱。逸出气体很可能足以吹开四号托架的铝制面板，附近绝缘材料的燃烧产物令压力进一步增大。面板脱落导致气罐暴露并扑灭火焰，很可能正是脱落面板打到旁边的高增益天线，令航天器与地球的通讯中断1.8秒。:372–373服务舱与指令舱间并非密闭，如果整个服务舱有充足时间像四号托架一样加压，指令舱防热大底受压，指令舱与服务舱最后会相互分离。报告质疑氧气瓶这样至关重要的东西内部为何要用聚四氟乙烯、铝这类易燃材料。:5-6–5-7, 5-12–5-13委员会认为，没有证据表明事故是因其他原因引起:4-37。
机械冲击迫使一号和三号燃料电池的氧气阀关闭，两个电池失效:4-40。二号液氧罐突然爆炸又导致一号罐管线或阀门受损，氧气在接下来130分钟内全部泄露，彻底耗尽服务舱供氧:372:4-43。没有氧气的服务舱还存在其他损伤，任务只能中止:375。委员会认可事故发生后的紧急应对：“阿波罗13号的缺陷差点引发灾难，完全是靠乘组与地面支持团队的出色表现力挽狂澜”:ii。
加利福尼亚州唐尼的北美罗克韦尔公司承包服务与指令舱，其中二号液氧罐由子承包商、科罗拉多州波德的比奇飛機公司制作:4-2。罐内有两个恒温开关，原定采用指令舱的28伏直流供电，在肯尼迪航天中心地面测试时如果采用65伏电压就会损坏:4-23。1962年的原版规范要求开关采用28伏额定电压，但1965年修订后改为65伏，以便在肯尼迪航天中心能更快对罐内加压。然而，比奇飞机公司开关的额定电压没有变更。:374
二号液氧罐送到北美罗克韦尔工厂后本来装在阿波罗十号服务舱（SM-106）供氧架，但又取下来排查電磁干擾，阿波罗十号改装其他供氧架。工作人员拆除供氧架时忘记卸下固定螺栓，致使架子从至少五厘米处跌落。这么小的高度虽然不大可能造成损伤，但要是加注管线总成松动，跌落就可能导致情况更加严重。经过重新测试（没有向罐内充入液氧），拆下的供氧架装在阿波罗13号服务舱（SM-109），1969年6月运到肯尼迪航天中心。:4-19, 4-21
倒计时演示测试于1970年3月16日开始，服务舱接近土星五号火箭顶部。低温储罐在测试期间充满，但二号氧气瓶无法通过正常排管排空，测试报告标示此处有问题。航空航天局与承包商经过商议在3月27日再度尝试排空二号罐，但还是无法通过正常手段排空，于是测试人员打开罐内加热器令液氧气化。恒温开关的设计要求是确保温度不超过27°C，但接通65伏电压后会失效，罐内加热器的温度可能直线上升到540°C，聚四氟乙烯绝缘层很可能因此受损。:4-23罐上温度计显示的温度上限只有29°C，所以监控测试的技术人员没发现任何异常。主乘组洛弗尔、马丁利，以及航空航天局高管和工程师都曾批准此次加热。:330–331更换氧气瓶需推迟任务至少一个月，最后二号罐在发射前再度充满液氧，一经通电就处于危险状态:375。审查委员会还发现，斯威格特根据任务控制中心指令打开二号罐风扇之举产生电弧，导致氧气瓶着火:333。
委员会还用装有点火线路的氧气瓶测试，罐内温度急剧升高并爆炸，情况与阿波罗13号服务舱二号罐类似:F-48–F-49。服务舱四号托架类似面板经过测试同样因爆炸与测试设备分离:F-70–F-82。

### 对应变更

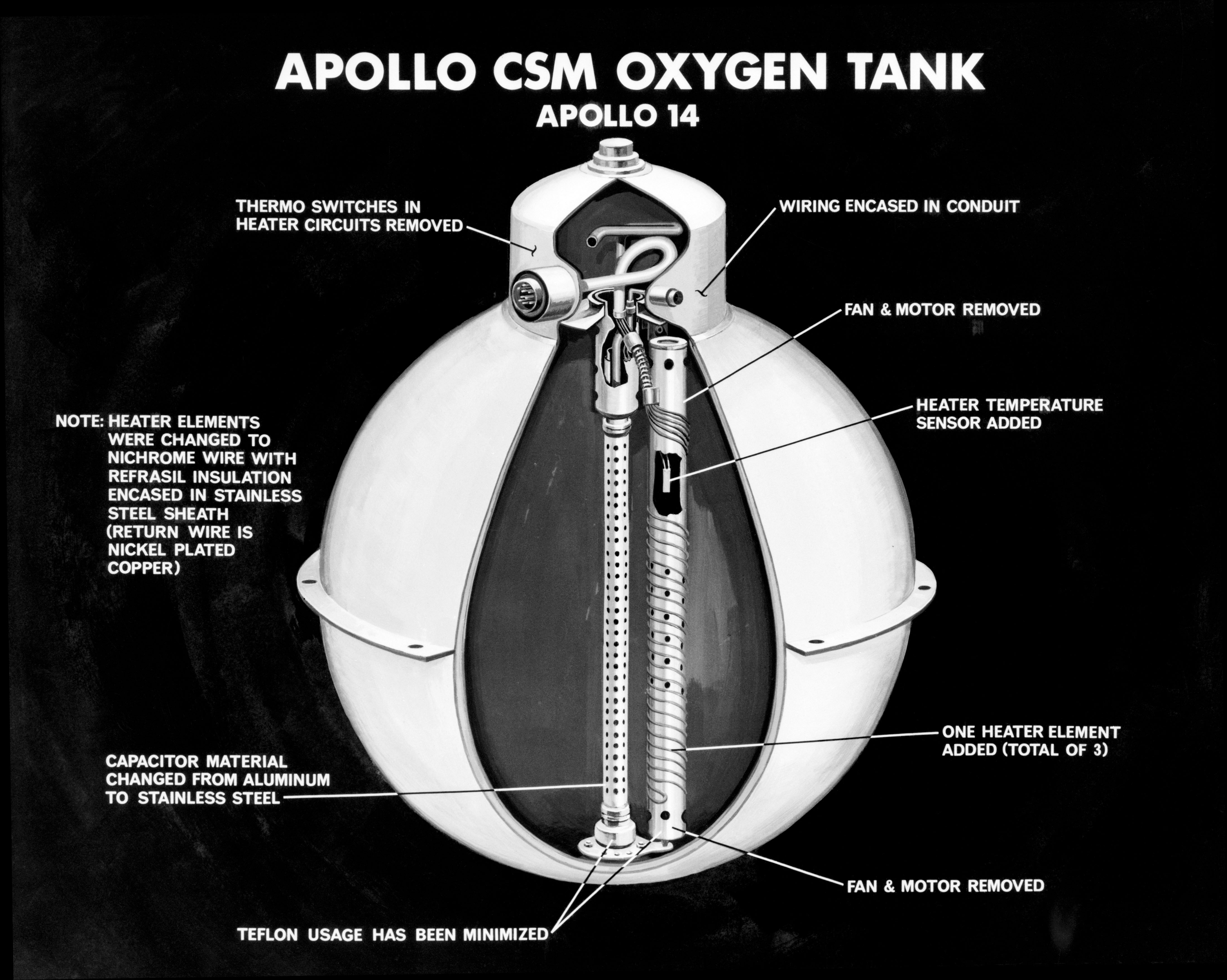
阿波罗14号的氧气瓶经过重新设计

从阿波罗14号开始，氧气瓶经过重新设计，温控器升级后能应对适当电压，加热器是维持氧气压力所需，所以必须保留。罐内不再安装电动马达不密封的搅拌风扇，这也意味着氧气存量表读数不一定准确，同时增加第三个氧气瓶，确保每个罐存氧不至低于一半。三号罐装在服务舱一号托架，与另外两个罐相对，还配有能把燃料电池和另外两个罐隔断、只向指令舱供氧的隔离阀。各储罐内的存量探测器由铝制升级成不锈钢。:96–97
四号托架所有电线采用不锈钢护套。燃料电池供氧阀重新设计，将聚四氟乙烯涂层的布线与氧气隔离。航天器与任务控制中心的监控系统修改后能更及时并显眼地发出异常情况警告。指令舱加装19升应急用水，服务舱增加与登月舱下降段供电电池相同的应急电池。登月舱也经修改，能更方便地向指令舱输送电能。:96–98此外，二级火箭还增加设备抵消纵向耦合振动:95。

## 余波和影响

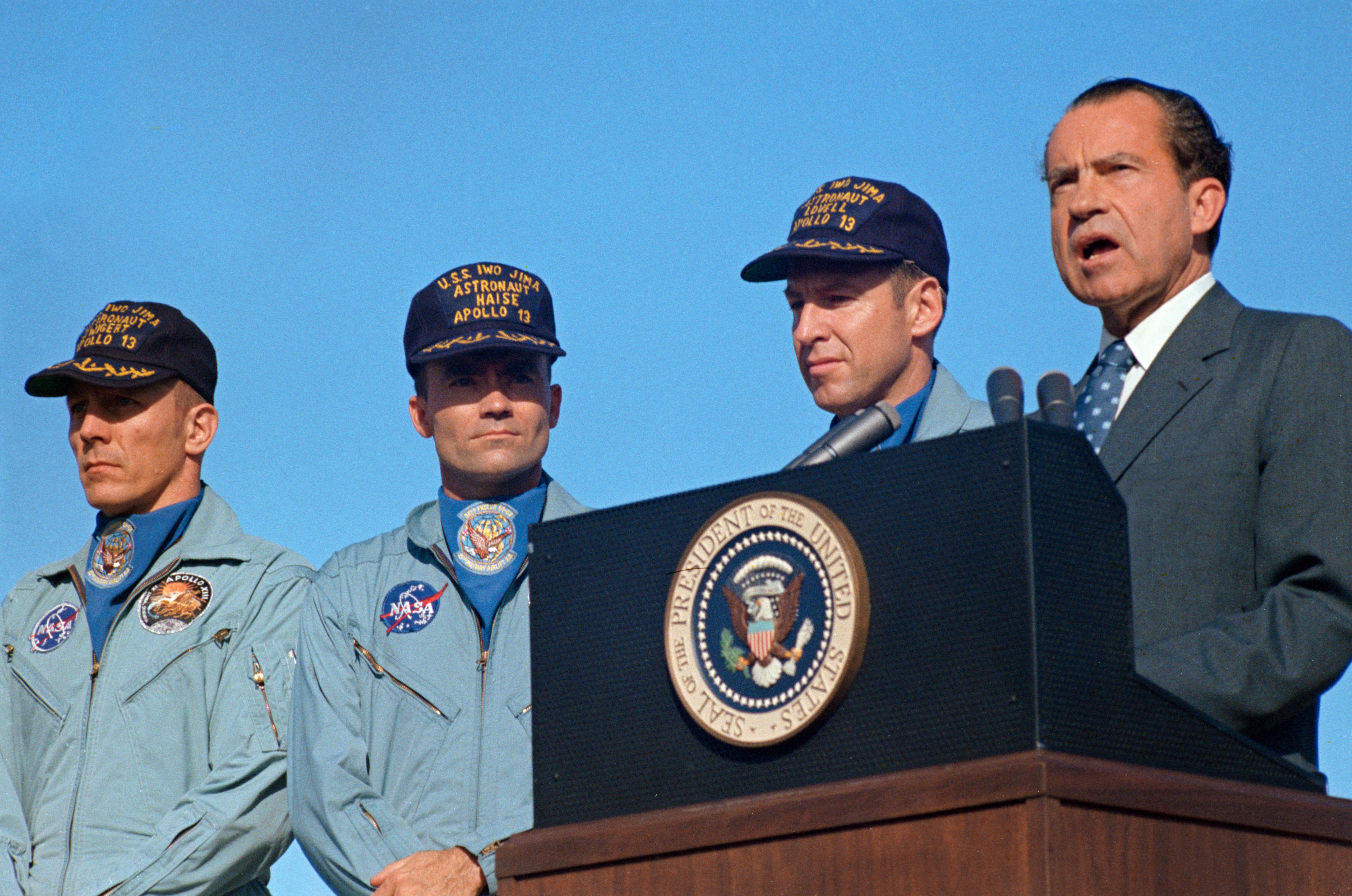
理查德·尼克松总统向阿波罗13号宇航员颁授總統自由勳章

1971年2月5日，阿波罗14号登月舱“安塔瑞斯”带着宇航员艾伦·谢泼德与艾德加·米切尔在弗拉·毛罗高地附近降落，实现阿波罗13号未竟的探索目标。海斯在安塔瑞斯下降期间担任航天器通讯员，还在谢泼德与米切尔第二次月表舱外活动、探索圆锥环形山附近时担任通讯员。
阿波罗13号的宇航员再也没有飞上太空。洛弗尔1973年从航空航天局退休并从海军退役，此后在私营企业工作。斯威格特原计划参加1975年阿波罗-联盟测试计划，但因阿波罗15号首日封事件影响被迫退出。1973年他在航空航天局休假后离开并走上从政道路，1982年当选联邦众议员，但未及宣誓就职便死于癌症。海斯本是阿波罗19号指令长，该任务后来取消，他曾驾驶航天飞机执行进近与着陆测试，后于1979年从航空航天局退休。
阿波罗13号没有登上月球，但仍完成几项实验。过去的阿波罗任务发射火箭第三级与航天器分离后就会前往太阳轨道，阿波罗12号留在月表的地震仪探测到众多小物体撞击月球，但大型物体撞击能获得更多月球地壳信息，所以航空航天局决定从阿波罗13号开始用第三级火箭撞击月球:50。撞击时间是任务开始后77小时56分40秒，位置距地震仪117公里，产生的能量已足够仪器增益所需:367。阿波罗12号遭遇雷击后，航空航天局决定增加实验，测量航天器上升到轨道期间大气中的电现象，阿波罗13号所获数据表明恶劣天气时的风险更高。阿波罗13号还拍下许多地球照片，用于测试同步卫星是否能判断云层高度，实验取得预期成果。
登月舱制造商格鲁门公司向服务与指令舱主承包商北美罗克韦尔发去搞笑账单，要求对方支付（登月舱）一路把服务与指令舱“拖”往月球再又“拖”回来的费用。项目包括第一英里起步价四美元，之后40万零1公里每公里加收一美元，电池、氧气收费536.05美元，另有四晚“其他客人入住”（指斯威格特，登月舱本来只容纳两人登月）的房费。去除两成“商业折扣”和两个百分点的及时付款折扣，账单总额为31万2421.24美元。北美罗克韦尔声称过去三次阿波罗任务都是服务与指令舱把登月舱运到月球，但一直没向格鲁门公司收费，故拒绝支付。

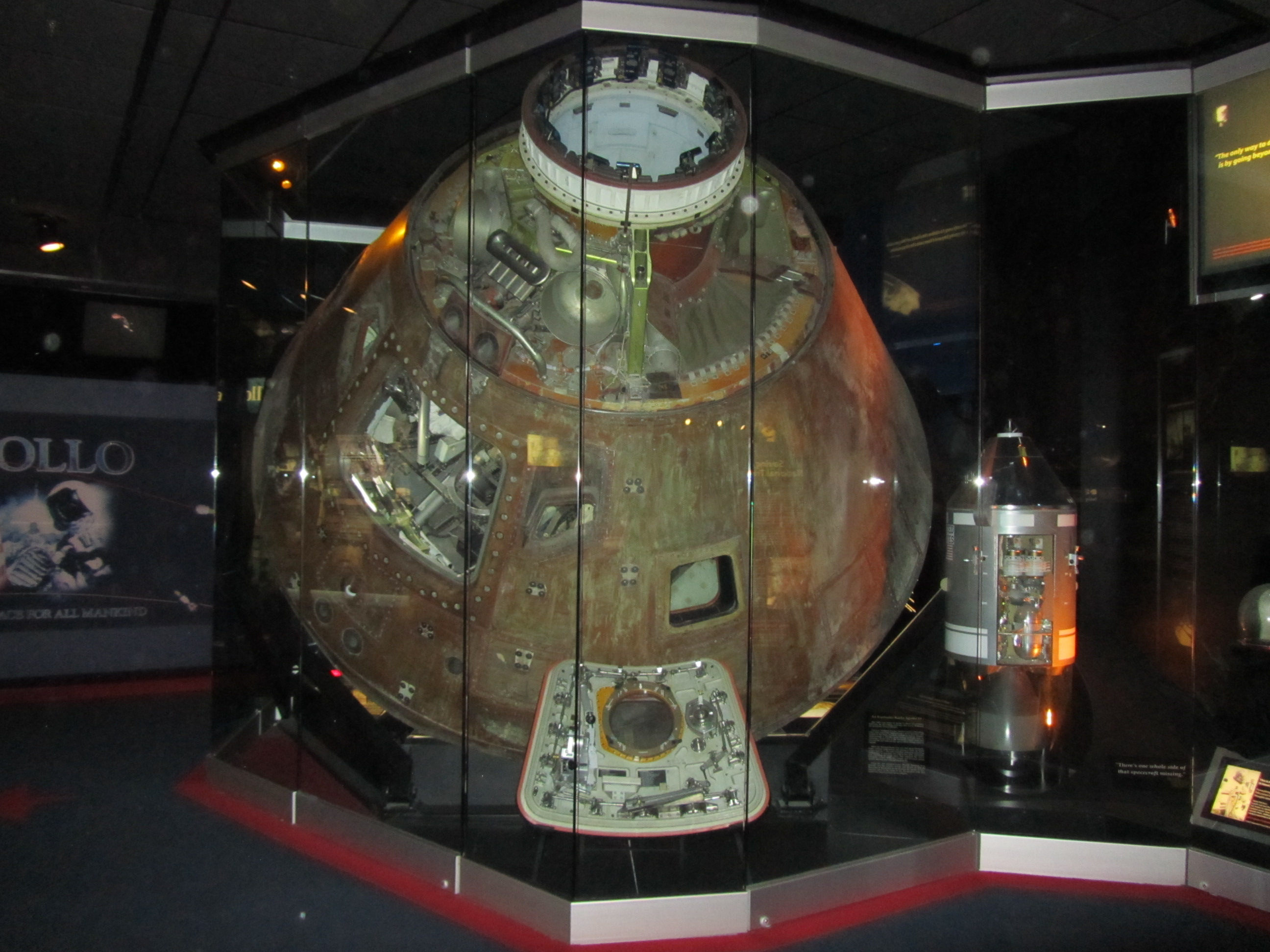
阿波罗13号指令舱“奥德赛”号在堪萨斯州哈坎森宇宙仪博物馆展出

指令舱拆解成零件后测试并保存多年，有些用在天空实验室救援任务的训练仪上，训练仪随后放在肯塔基科学中心展览。堪萨斯州哈坎森宇宙仪博物馆的马克斯·阿里制订复原阿波罗指令舱的计划，如今“奥德赛”号便在博物馆展出。
洛弗尔将阿波罗13号称为“成功的失败”:247–249。航天飞机宇航员邁克爾·馬西莫諾表示，阿波罗13号“展示国家航空航天局真正的凝聚力所在：团体协作、友谊互助”。众多传媒将此次事故称为“国家航空航天局最伟大的时刻”并持续至今:335。作家科林·伯吉斯写道：“阿波罗13号的飞行九死一生，极其戏剧化地证明载人航天固有风险极大。宇航员安全返回地球后，公众再度变得漠不关心。”:23
威廉·康普顿的阿波罗计划主题著作指出，阿波罗13号“完全是凭借任务控制人员及时的英勇努力和临场发挥挽救乘组”。里克·休斯顿与米尔特·赫夫林的任务控制中心历史著作表示：“阿波罗13号证明任务控制中心有能力把面临生命危险的太空旅行者带回家”:199。前航空航天局首席历史学家罗杰·劳尼尤斯也称，阿波罗13号事故“巩固全世界对美国国家航空航天局能力的信心”，程度远超“航天飞行史上其他任何事故”。不过，事故也促使载人航天中心主任吉鲁斯等官员认为，航空航天局如果继续执行阿波罗载人任务，迟早会有宇航员死于非命，要求尽快结束阿波罗计划。尼克松的顾问建议取消剩余登月任务，声称一旦发生太空灾难，总统的政治资本将受重创:336。国会削减预算，令总统更倾向于取消任务，阿波罗13号之后的暂停期里就有两项取消，阿波罗计划随1972年12月的阿波罗17号一起成为历史:22–27。

## 流行文化、传媒作品和50周年

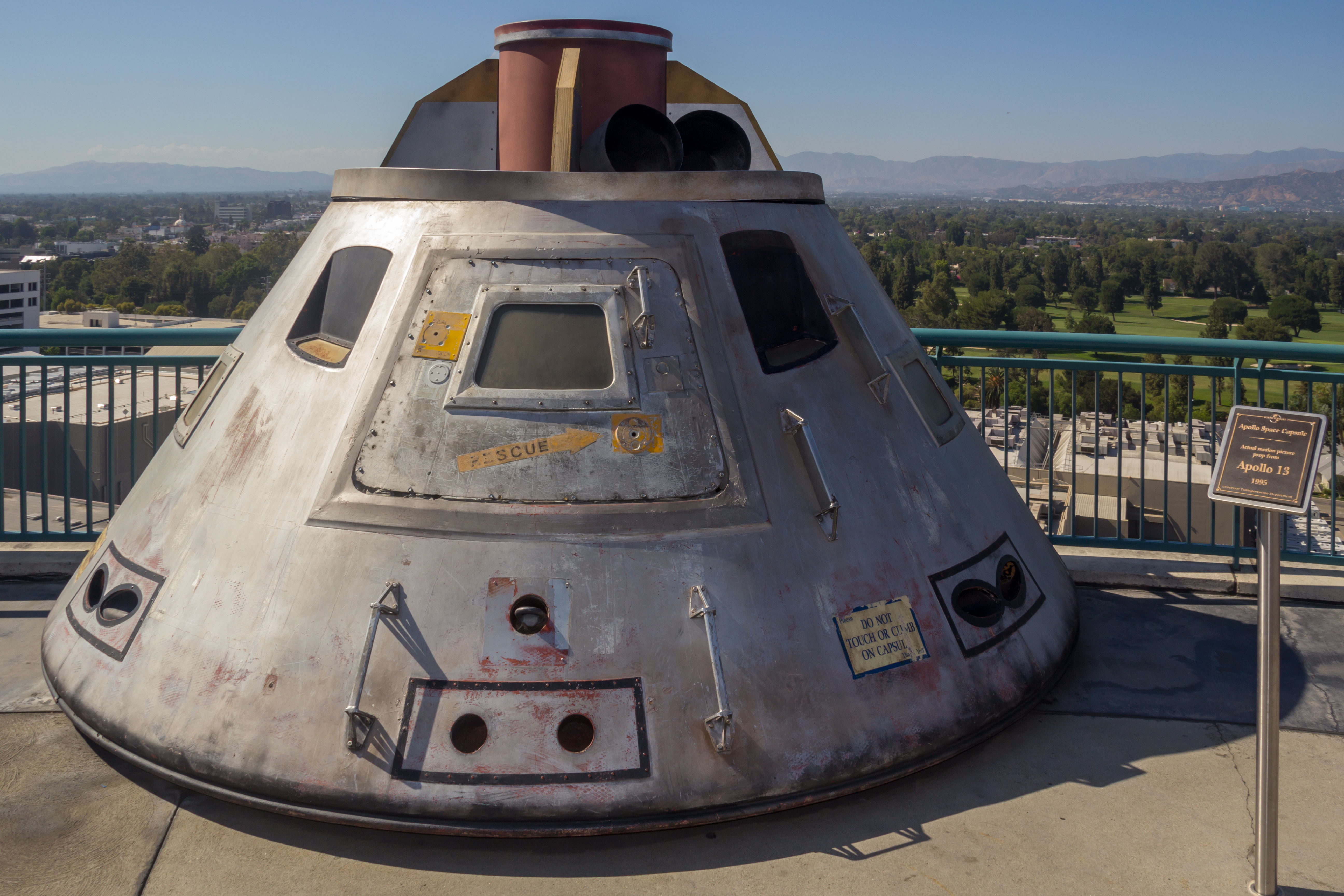
电影《阿波罗13号》拍摄期间采用的指令舱复制品

1974年的电视电影《休斯顿，我们遇上麻烦》围绕阿波罗13号事故展开，但内容基本虚构，主要讲述紧急情况发生后地面人员面临的危机，如扰乱工作计划、生活压力进一步加大等。洛弗尔公开批评该片“纯属捏造、品味低劣”。
1978年3月，英国广播公司纪录电视剧《危在旦夕》播出《休斯顿……我们遇上麻烦》，除存在简化外基本准确地重现事故过程。1994年，公共广播电视公司在阿波罗11号25周年期间播出90分钟纪录片《阿波罗13号：生死边缘》。
三名宇航员原计划合作著书，但尚未开始便相继离开航空航天局。洛弗尔1991年退休后，新闻工作者傑弗里·克魯格主动与他联系，计划创作记载阿波罗13号任务的纪实著作。斯威格特已在1982年辞世，海斯此时不再对写书感兴趣。1994年，洛弗尔与克鲁格合著的《与月球失之交臂》出版。
《与月球失之交臂》一年后改编成电影《阿波罗13号》（1995年），朗·侯活执导，湯姆·漢克斯扮演洛弗尔，比爾·派斯頓饰海斯，凯文·贝肯出演斯威格特，蓋瑞·辛尼茲诠释马丁利，艾德·哈里斯扮演克兰兹，凯瑟琳·奎南饰演玛丽莲。洛弗尔与克兰兹等亲历者表示，出于戏剧效果考虑片中难免会有艺术处理，但仍然相当真实地再现任务经过。例如洛弗尔跟在斯威格特原话后面的名言“休斯顿，我们遇上麻烦”在片中采用不同时态。哈里斯扮演克兰兹时所说台词“绝对不能失败”纯属电影创作，但对克兰兹本人影响很大，2000年他的自传便以这句短语为题。《阿波罗13号》获九项奥斯卡金像奖提名，最后赢得最佳剪辑和音效两项大奖。
1998年电视短剧《从地球到月球》由汉克斯和霍华德共同担任制作人，分集《我们中断节目》讲述阿波罗13号经历。短剧没有再像三年前的电影那样从乘组角度讲述任务经过，而是从地球视角展示电视记者争相报导事故。
2020年，英國廣播公司國際頻道开始播出广播节目《登月13分钟》，其中采用航空航天局的阿波罗任务音频、档案以及最近对涉事人员的访谈。第二季从2020年3月8日开始播映，第一集便是《定时炸弹：阿波罗13号 》，从火箭发射讲到爆炸。第二集详细介绍任务控制中心对事故的否认与怀疑，后面的分集关注任务其他方面。受2019冠状病毒病疫情影响，最后一集（第七集）延迟播出，英国广播公司宣称节目主持人凯文·方是医生，需要行使济世救人的职责。
2020年是阿波罗13号任务50周年，交互式多媒体网站实时阿波罗上线，用户能跟随任务过程查看照片和视频，聆听休斯顿和宇航员的对话，以及任务控制人员之间的交流。受冠状病毒病疫情影响，50周年期间（2020年4月）航空航天局没有举办现场活动，但在4月10日首映新纪录片《阿波罗13号：安全回家》，此外还有众多活动推迟。

## 画廊

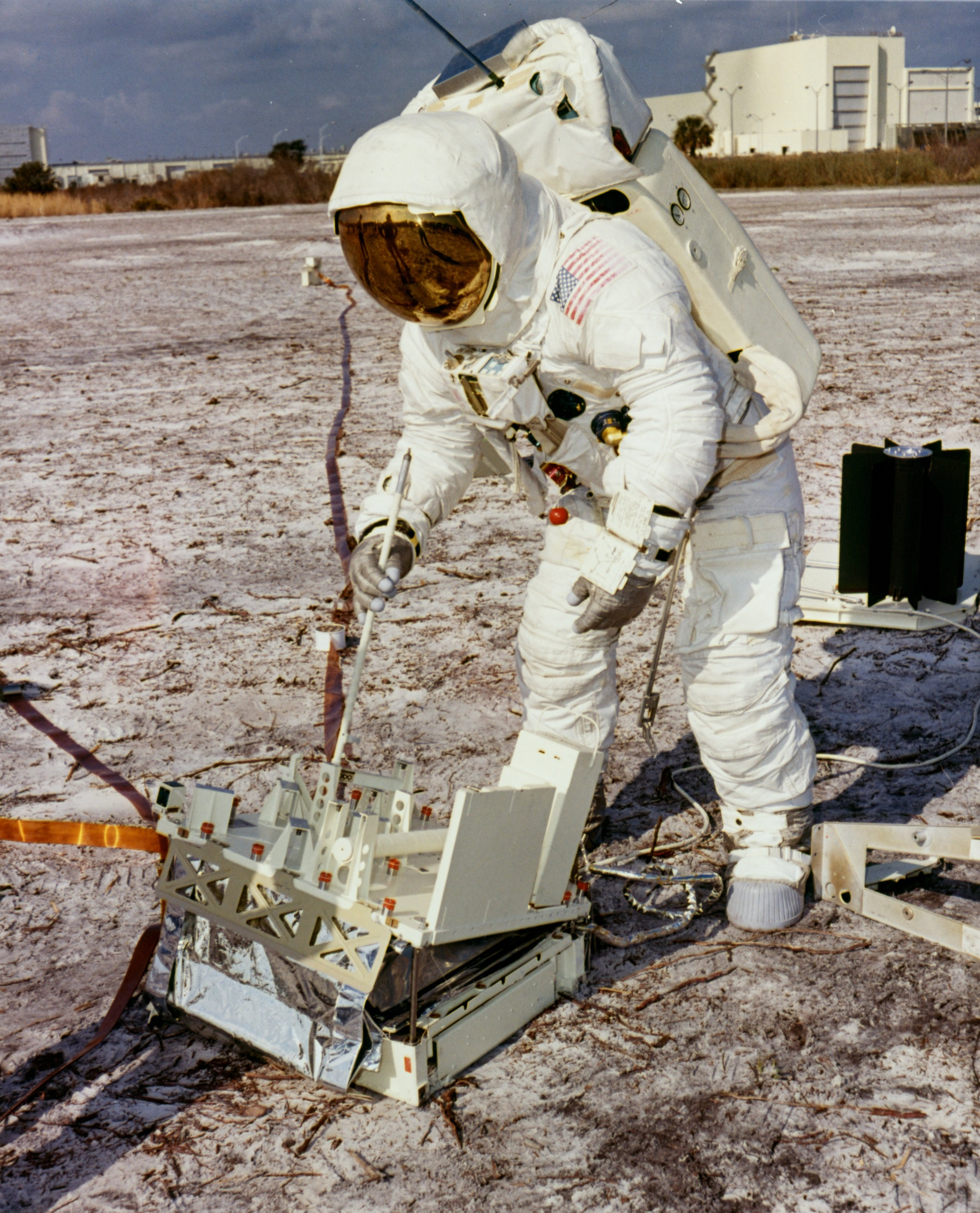
洛弗尔训练时练习部署阿波罗月球表面实验数据包
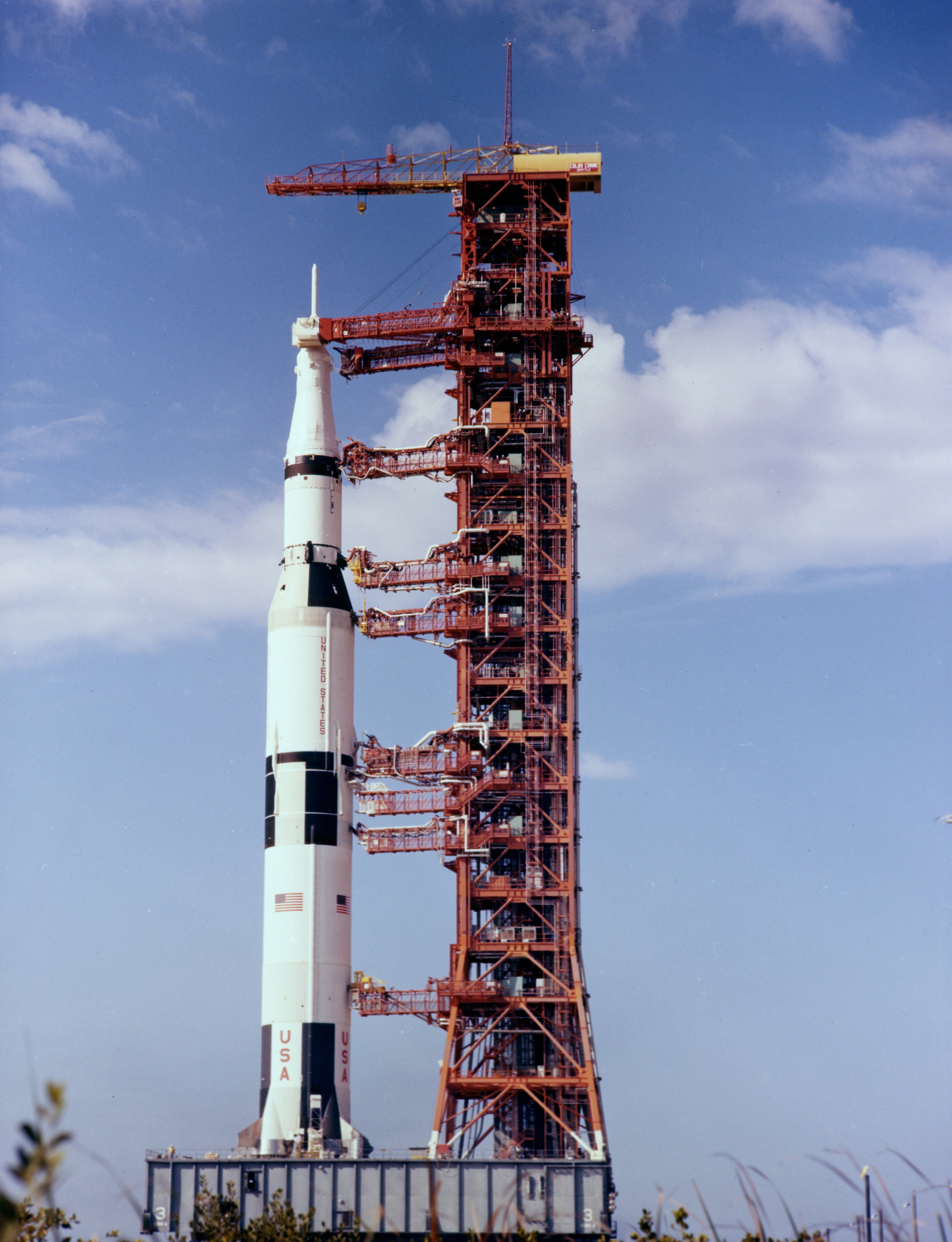
1969年12月，阿波罗13号运载火箭即将完成装配
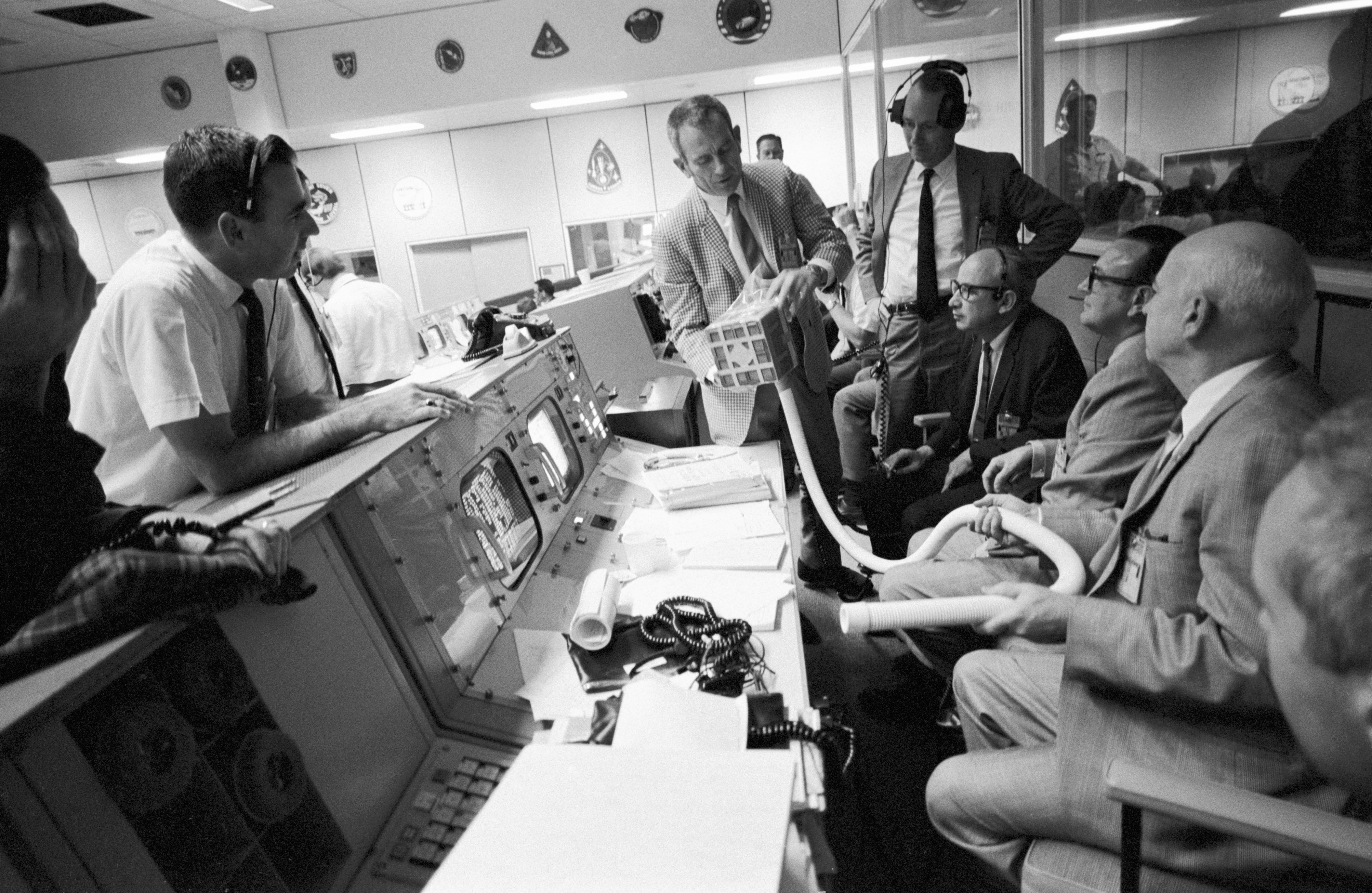
任务控制中心讨论如何制作改造设备“邮箱”
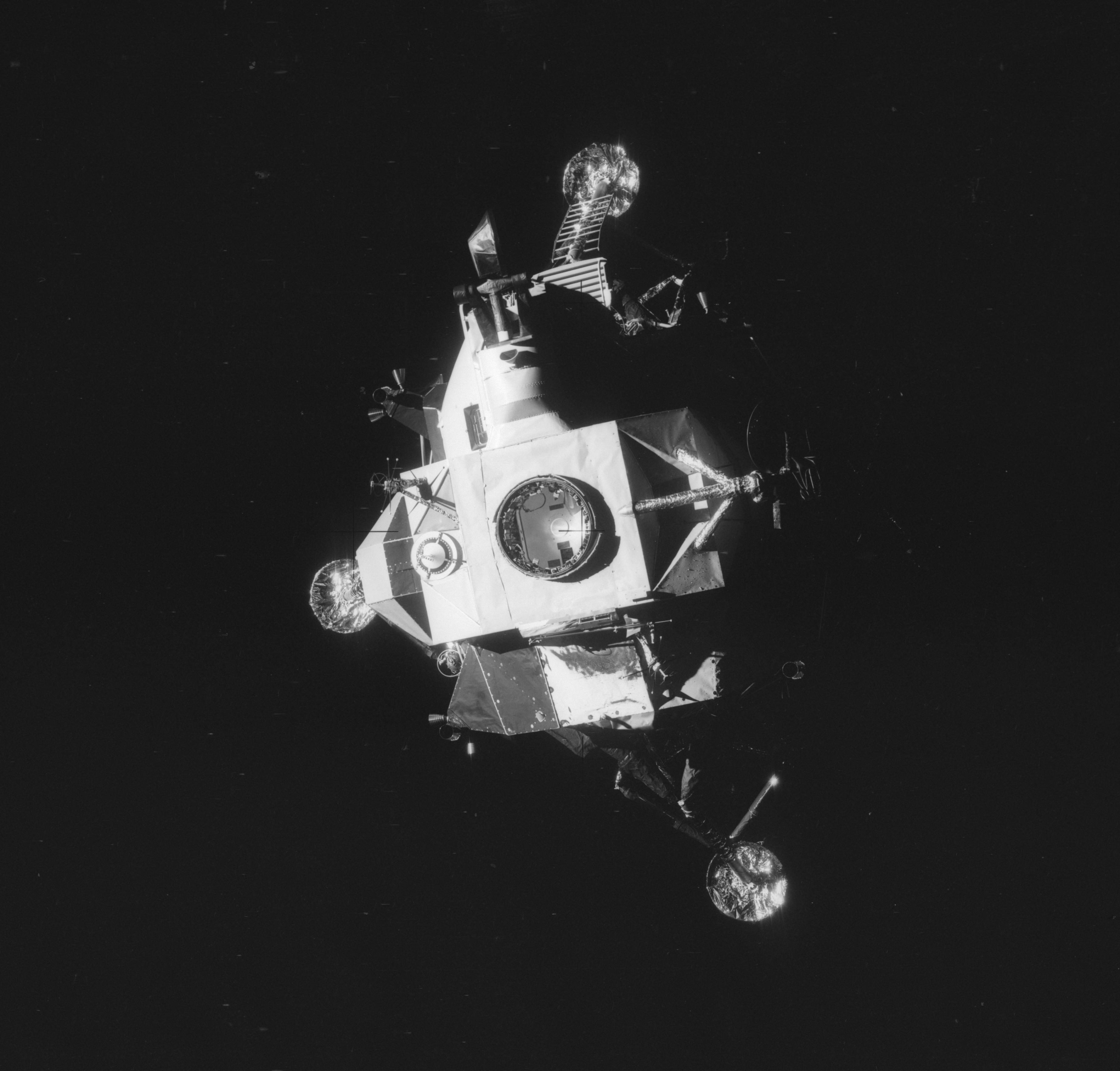
再入前抛弃的“宝瓶”号登月舱
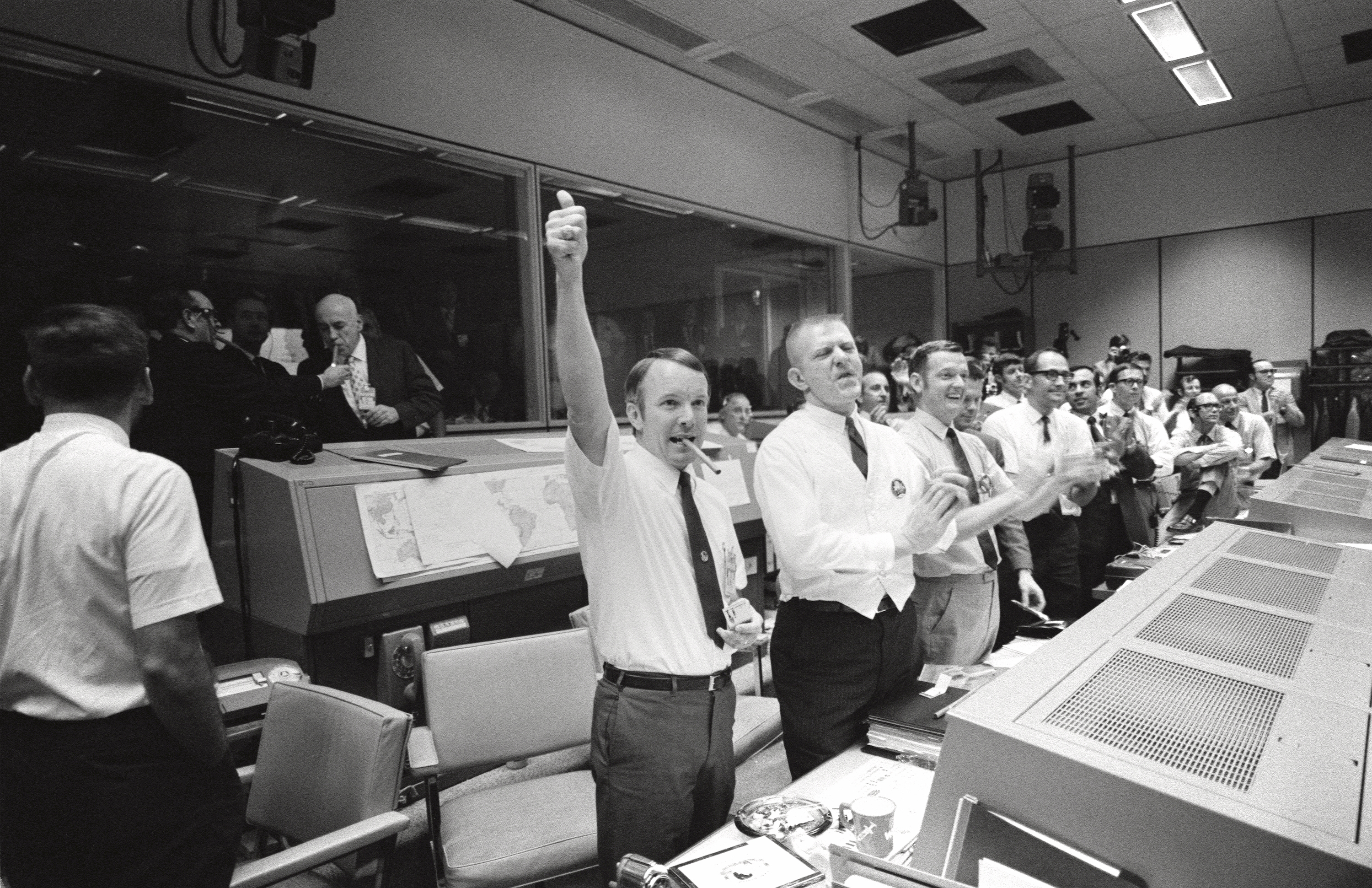
任务控制中心庆祝航天器溅落
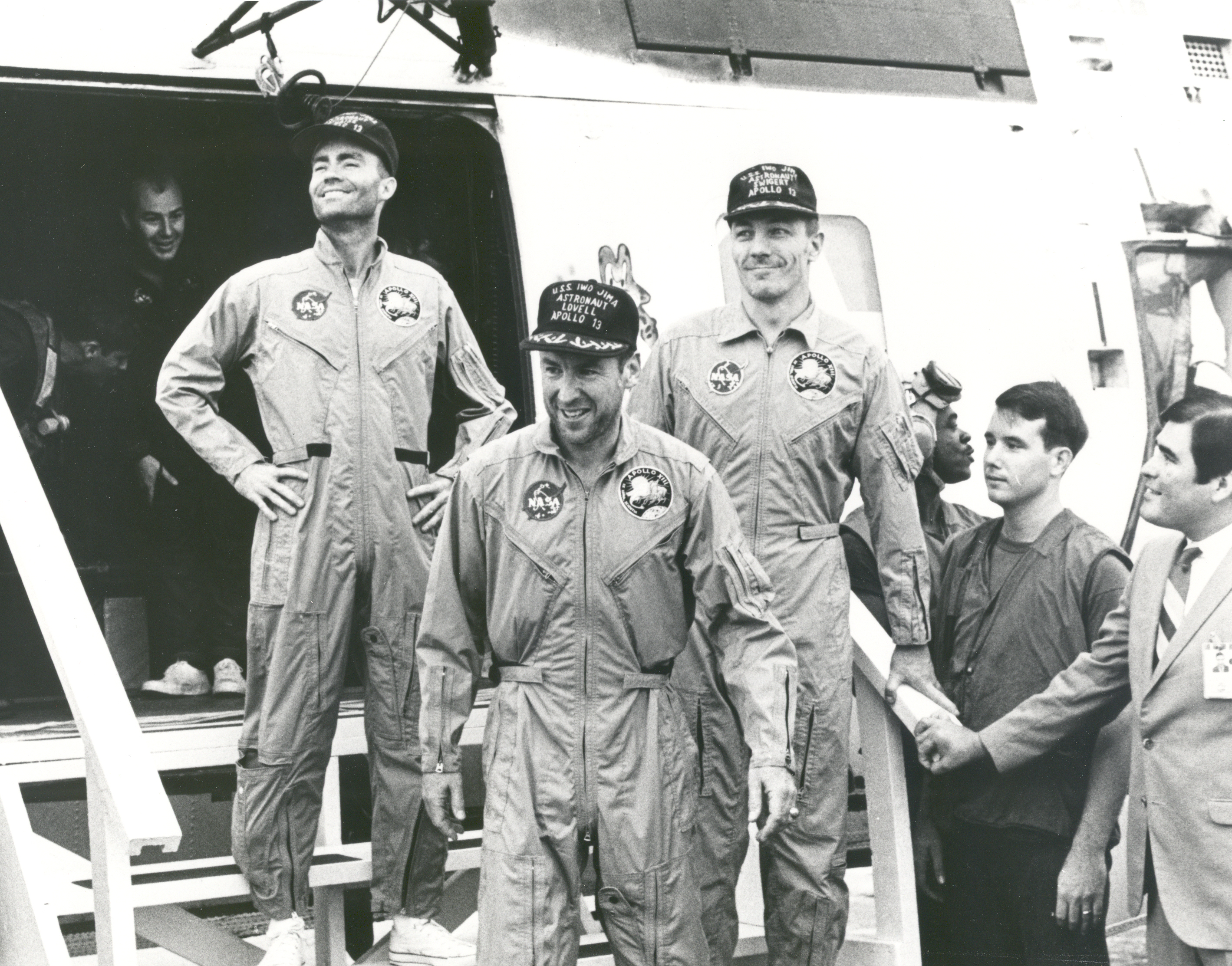
宇航员登上硫磺岛号两栖攻击舰
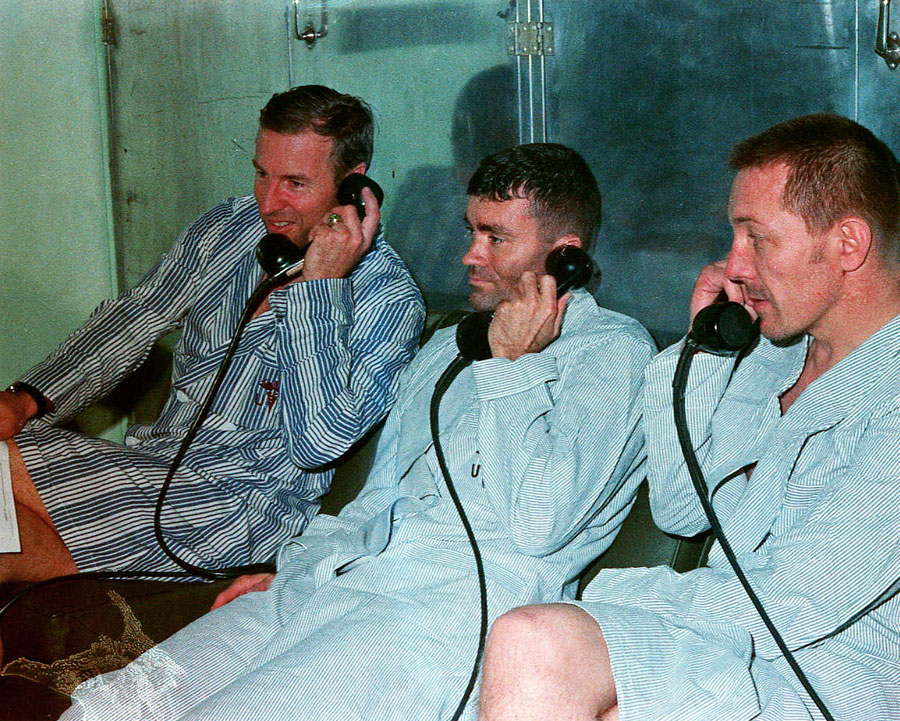
乘组上船不久与尼克松总统通话
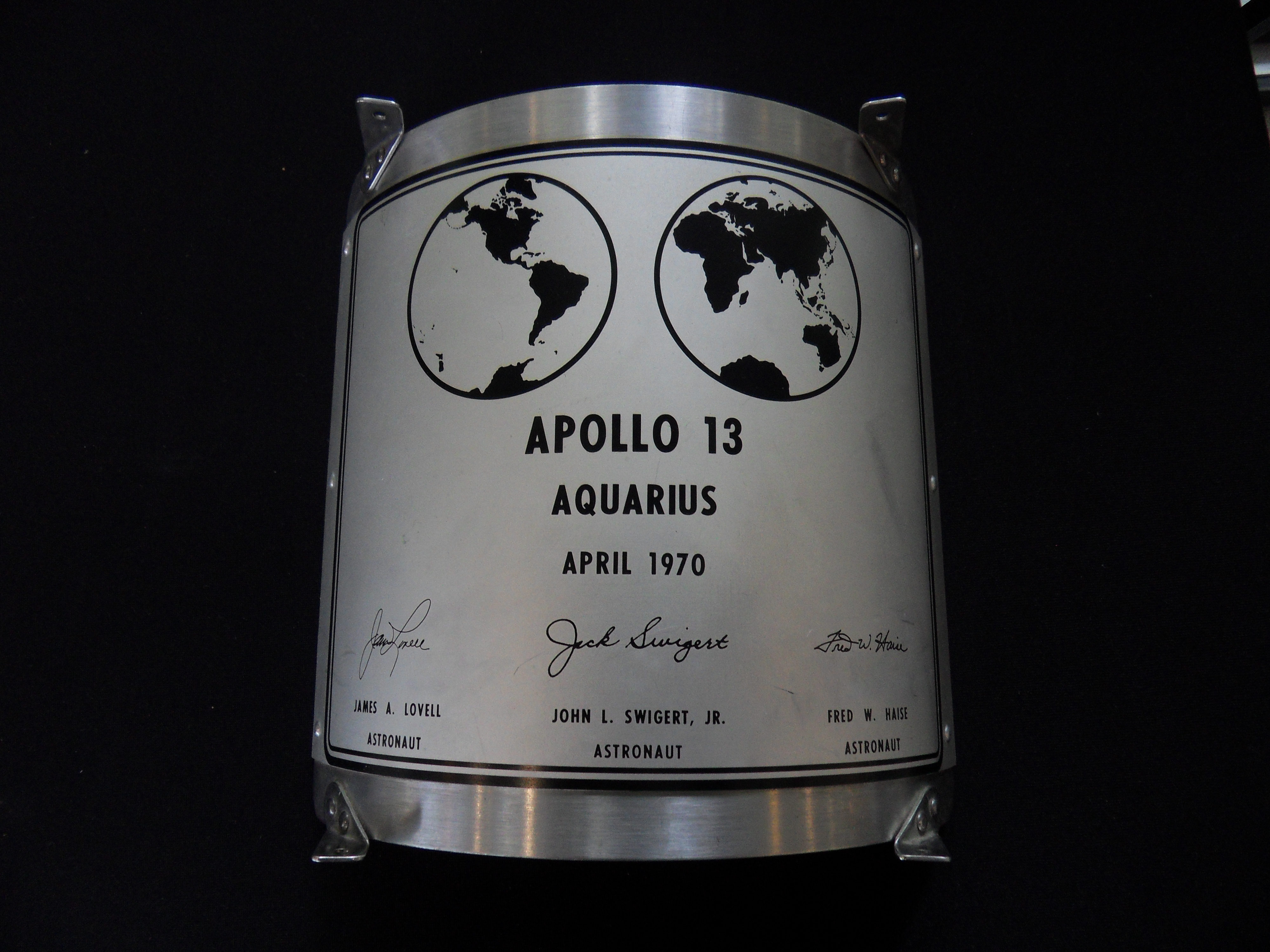
阿波罗13号登月纪念牌复制品
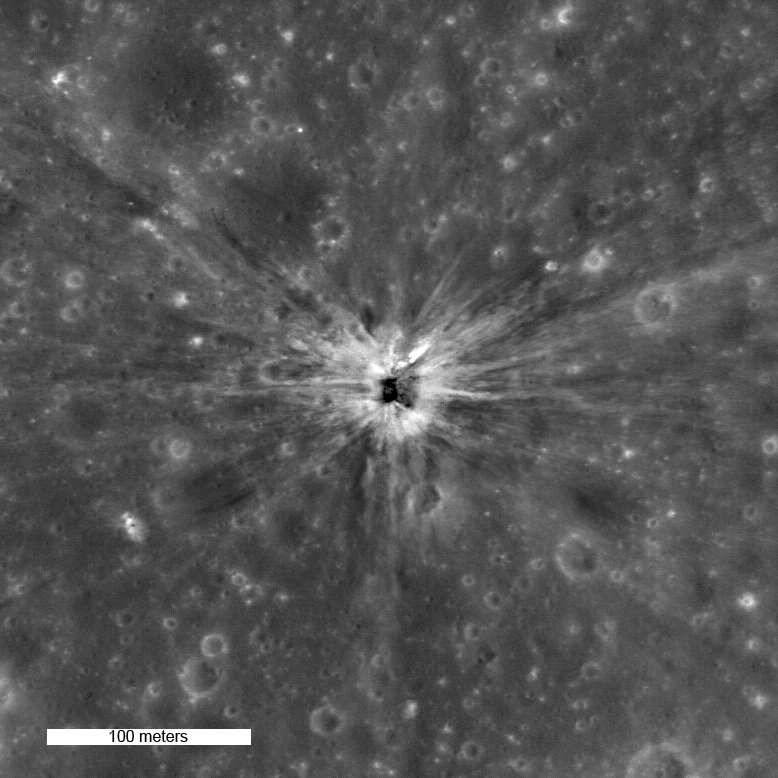
第三级火箭撞击月表形成的深坑，月球勘测轨道飞行器2010年拍攝